# Église Saint-Thomas de Strasbourg
Pour les articles homonymes, voir Église Saint-Thomas.
L’église Saint-Thomas de Strasbourg (aussi appelée Thomaskirche en allemand) est située place Saint-Thomas dans le centre historique de la ville à proximité du quartier de la Petite France.
Cette église est l'une des plus importantes de Strasbourg, du point de vue de l'histoire culturelle et de l'architecture.
Surnommée la cathédrale du protestantisme en Alsace, elle est le seul exemple d'église-halle dans la région. Il s'agit également de l'unique église protestante à avoir conservé des chanoines.
L'édifice est classé au titre des monuments historiques depuis 1862.

## Histoire

### Période catholique

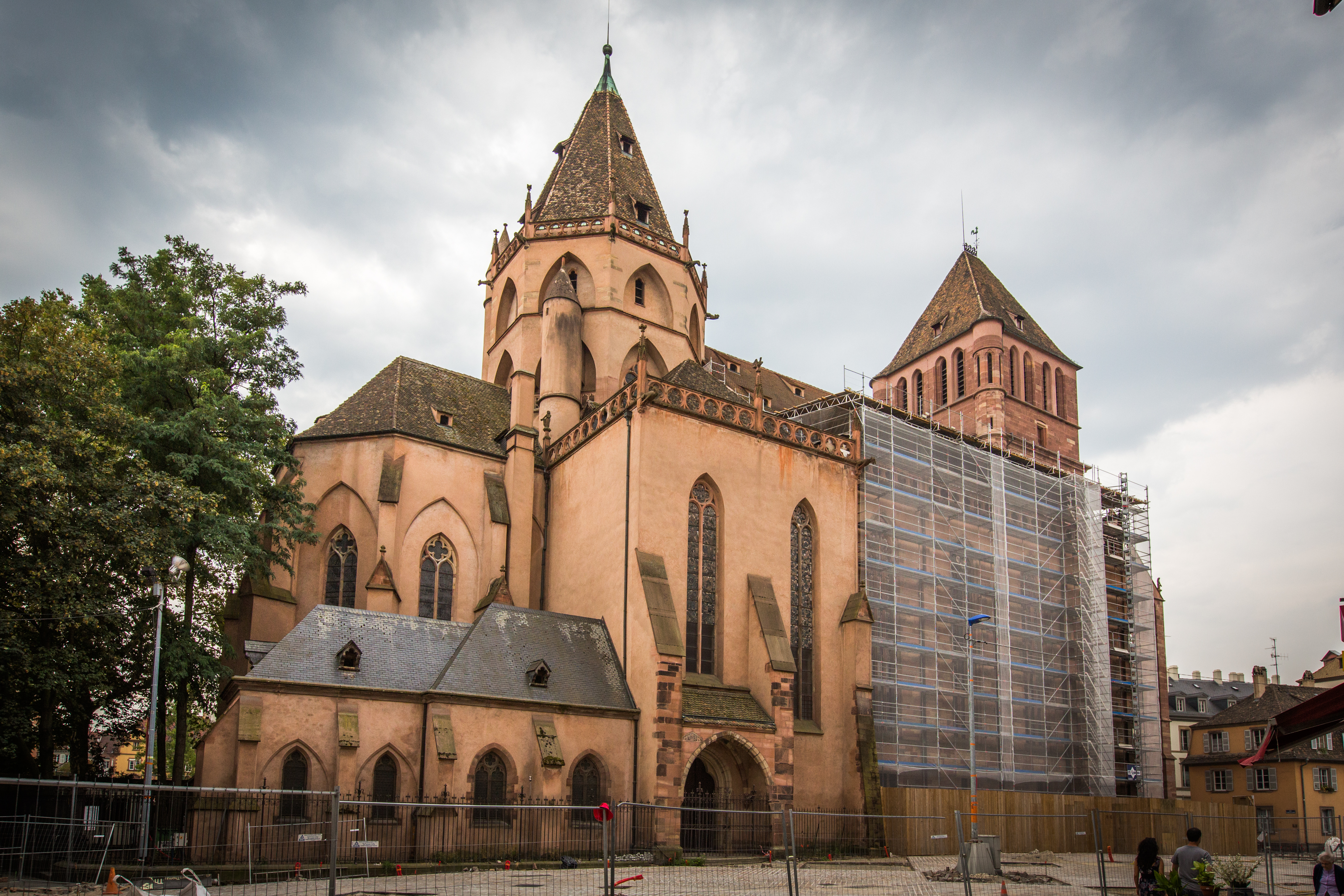
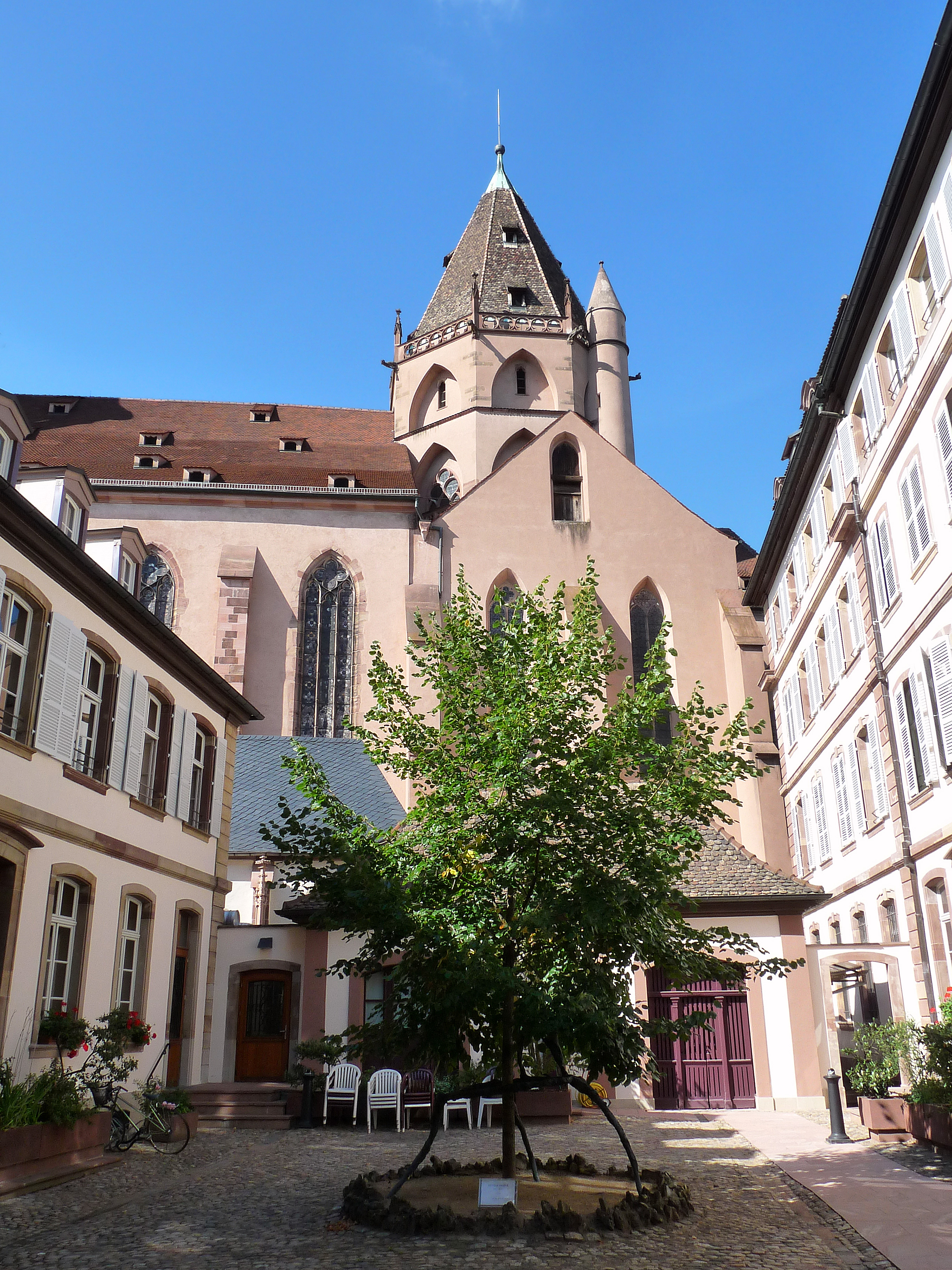

On trouve à l'emplacement actuel un lieu de culte sous le vocable de l'apôtre Thomas depuis le VIe siècle. Saint Florent, évêque de Strasbourg mort en 693, est enterré à cet endroit.
Au IXe siècle, l'évêque Adeloch décide de reconstruire une église vers l'an 820, en même temps que l'école avoisinante. Les biens acquis par la paroisse ou légués par des fidèles sont alors administrés par un chapitre, dont le rôle est de les faire fructifier. Pour manifester leur reconnaissance à l'évêque Adeloch, les religieux vont faire sculpter un impressionnant sarcophage de style roman vers 1130.
L'église et l'école Saint-Thomas sont toutes deux détruites par un incendie en 1007, tout comme la cathédrale Notre-Dame et le tiers des habitations strasbourgeoises. Puis, en 1144, c'est la foudre qui à son tour détruit entièrement l'édifice. La reconstruction, à partir de la façade, d'un nouveau bâtiment en forme de forteresse avec l'imposante tour-porche, débute en 1196 ; le transept oriental est encore tout en style roman, la tour a des proportions romanes mais des fenêtres du gothique (primitif). Cette combinaison n'était pas rare dans le Saint-Empire romain germanique, voir l'église Sainte-Marie de Lübeck et plusieurs autres églises du gothique de brique. Interrompu plusieurs fois, ce travail de construction se termine en 1521 - avec la chapelle des Saints-Évangélistes - sur le bas-côté sud -, dans un style gothique tardif, qui a été préservé jusqu'à aujourd'hui.

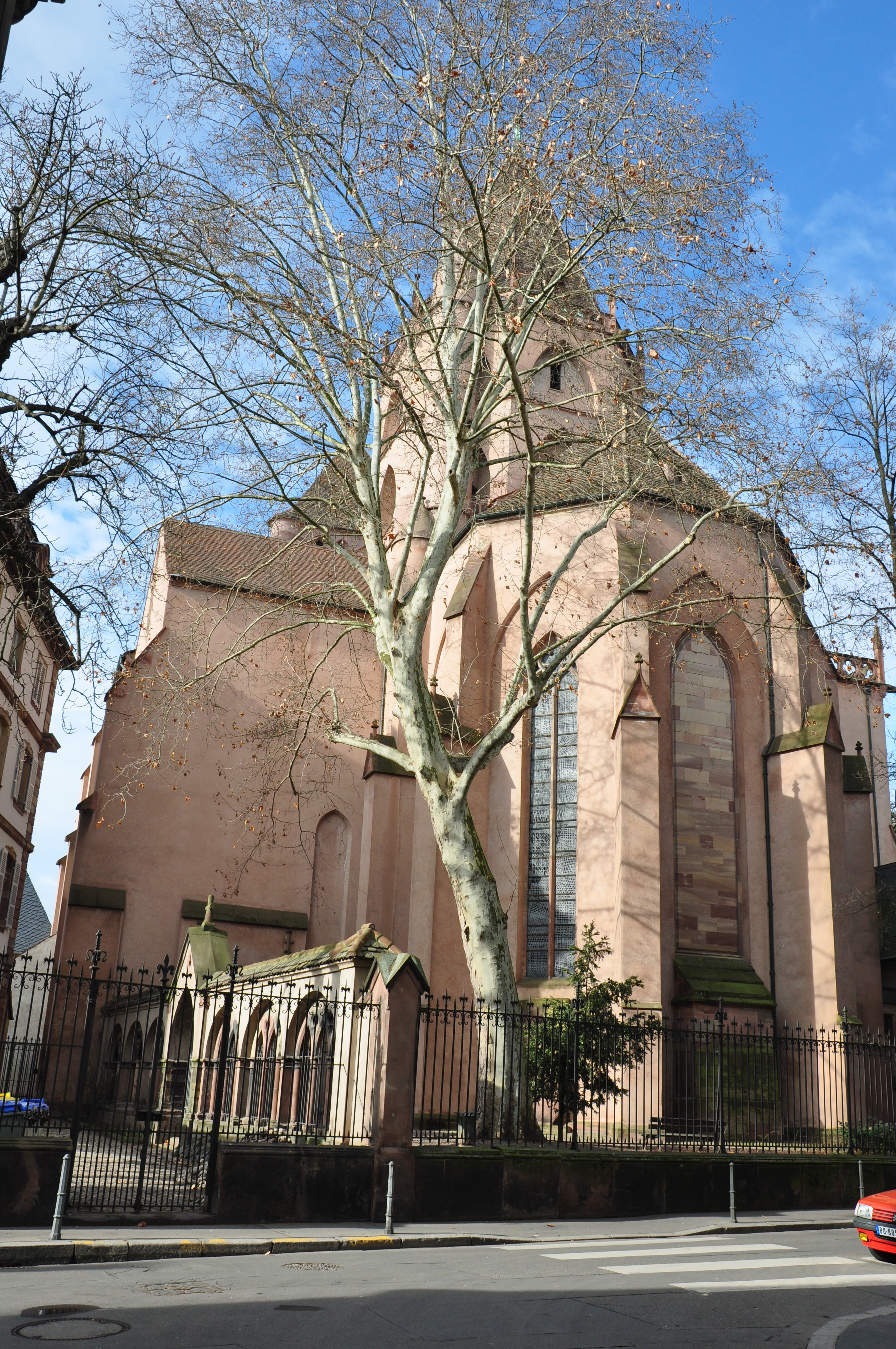
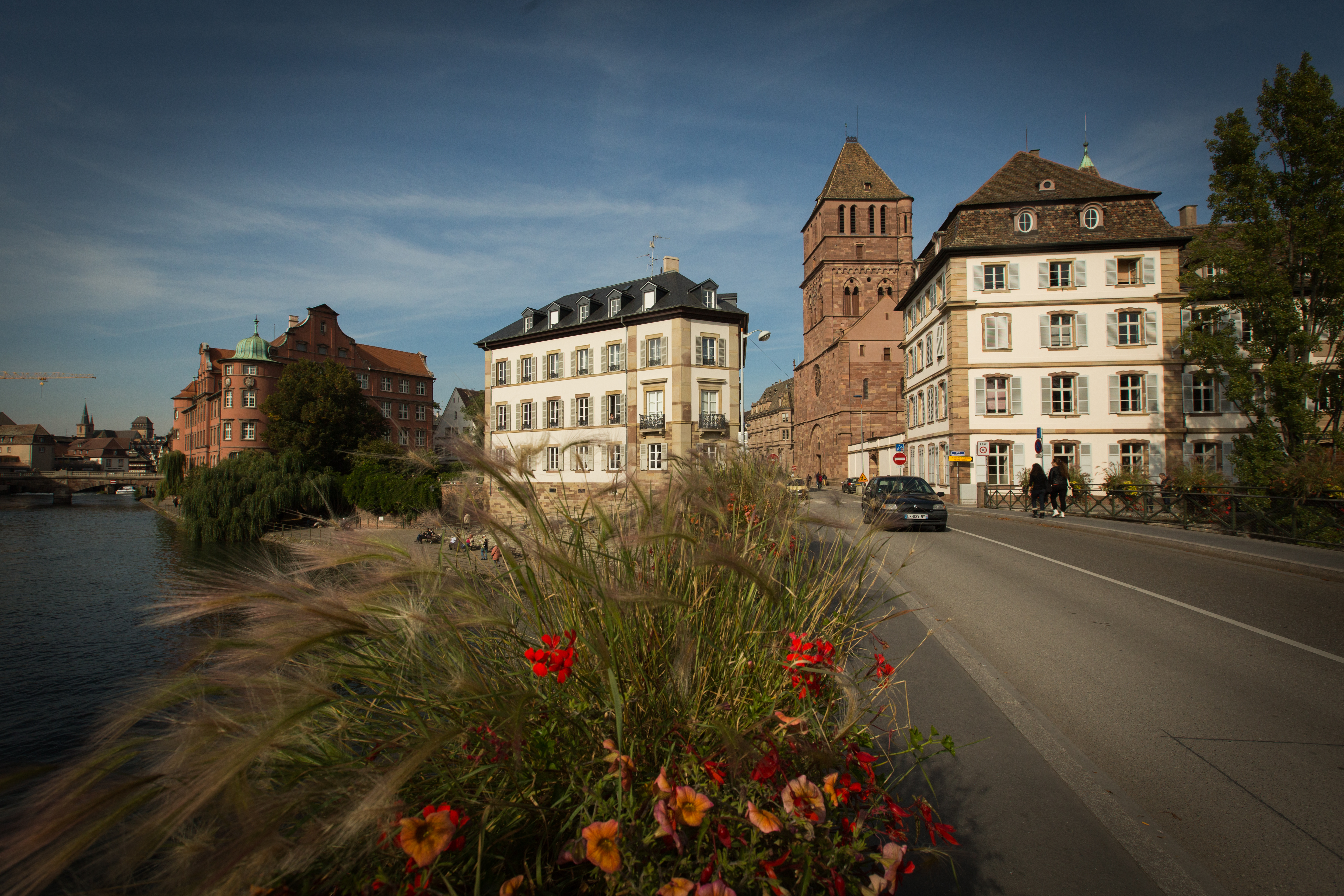

### Période protestante
La Réforme, prêchée par Luther en 1517, gagne rapidement l'Alsace et le premier culte célébré en langue vernaculaire à Saint-Thomas en 1524, avec la distribution de la Sainte-Cène sous les deux espèces. L'église est alors assignée au culte luthérien en 1524, statut qu'elle peut conserver malgré l'annexion de l'Alsace par la France. Le chapitre, réunissant un collège de chanoines, anime le protestantisme strasbourgeois à partir de 1529. Le réformateur Martin Bucer (1491-1551), pasteur successivement à Sainte-Aurélie et à Saint-Thomas, marquera alors la cité strasbourgeoise. Il tentera d'unir les différentes tendances protestantes entre elles par de nombreux voyages à travers toute l'Europe.
La promulgation par le roi de France Henri IV de l'édit de Nantes en 1598, promettant davantage de tolérance envers les protestants, ne concerne pas l'Alsace, puisque n'étant pas encore intégrée au royaume de France. Ce sera chose faite par les traités de Westphalie, signés en 1648. Le chanoine Marc Otto, du chapitre de Saint-Thomas, fait partie des signataires de ces traités de paix, sonnant la fin de la guerre de Trente Ans qui a dévasté la région et affirmant qu'aucun seigneur ne peut à présent forcer quiconque à se convertir. L'église Saint-Thomas, seconde église de Strasbourg de par sa superficie, devient la principale église protestante après la restitution de la cathédrale Notre-Dame au culte catholique, en 1681.
En 1770, le juriste Johann Reinhard Kugler devient chanoine de Saint-Thomas. À la fin du XVIIIe siècle, les idées de la Révolution française atteignent Strasbourg et sont accueillies assez favorablement par les protestants. Cependant, la vente des biens nationaux les inquiète fortement, de sorte que le juriste Christophe-Guillaume Koch, dont le monument funéraire est conservé dans la partie nord-est de l'église, réussit à obtenir le décret du 17 août 1790, exemptant les biens protestants de cette vente. Sécularisés depuis la Réforme, les revenus de ces biens sont employés pour des buts d'utilité publique, et notamment dans des écoles. Puis viendra sous le règne de l'empereur Napoléon Ier la structuration du protestantisme français, avec les articles organiques du 8 avril 1802 et la création de structures encore en place.
Lors de la guerre franco-allemande de 1870, les dégâts sont lourds à Strasbourg : le Temple Neuf, dans lequel se trouvait une immense bibliothèque ainsi que le meilleur orgue Silbermann, a été détruit. L'empire allemand, à qui la France cède l'Alsace-Moselle en 1871 (voir préliminaires et traité de paix de Francfort), reconnaît le Concordat de 1801 pour l'Église catholique et les articles organiques pour les Églises protestantes. Malgré tout, des relations demeurent avec le protestantisme français. C'est ainsi que le jeune Albert Schweitzer fera des études à Paris et à Berlin. Très doué comme organiste, il prépare simultanément un doctorat en philosophie sur Kant et en théologie. Il devient enseignant à la faculté de théologie, vicaire à Saint-Nicolas et directeur du séminaire protestant, tout proche de Saint-Thomas, ce qui établira des relations avec le futur prix Nobel. Albert Schweitzer concevra en effet l'orgue de chœur en 1906.

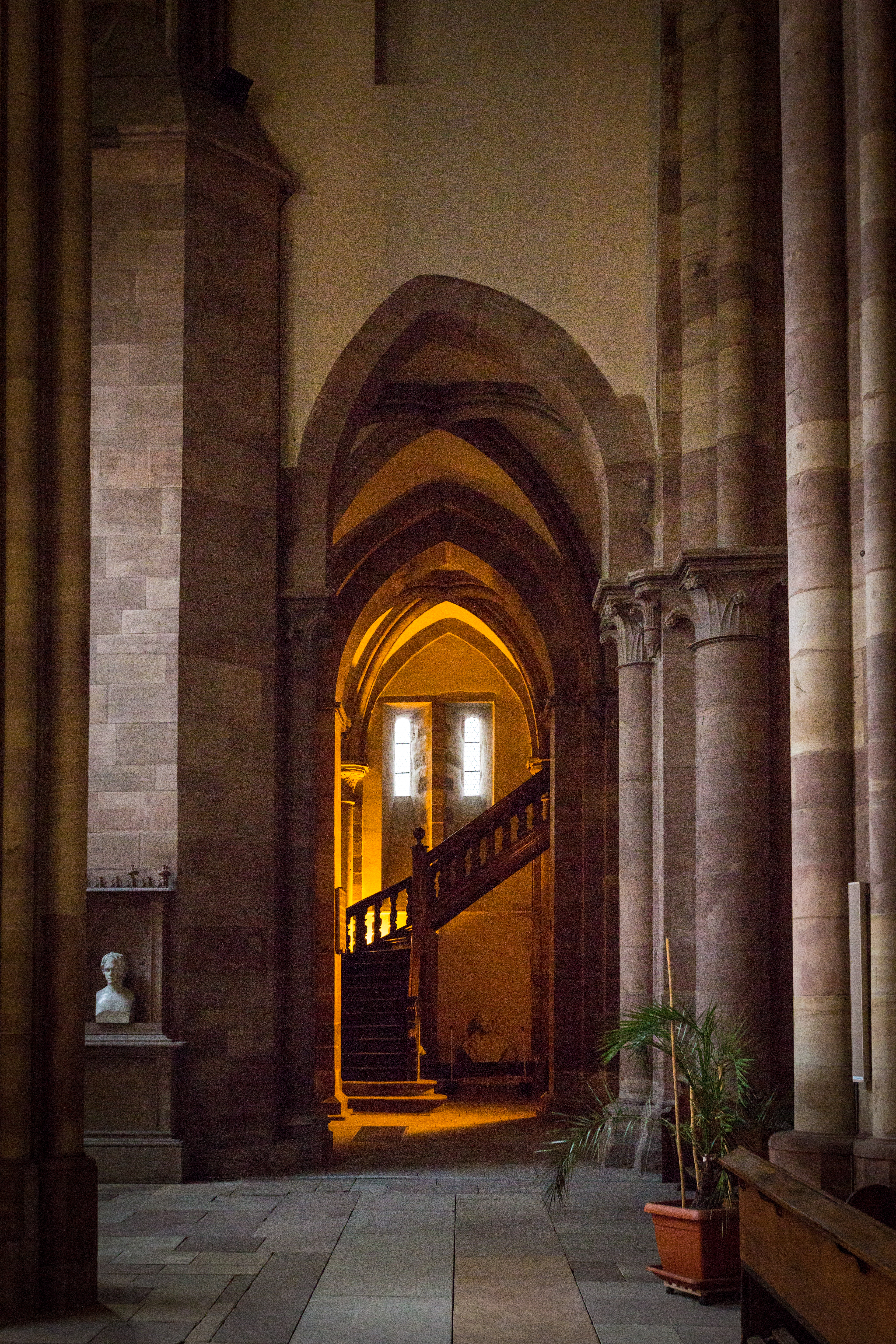
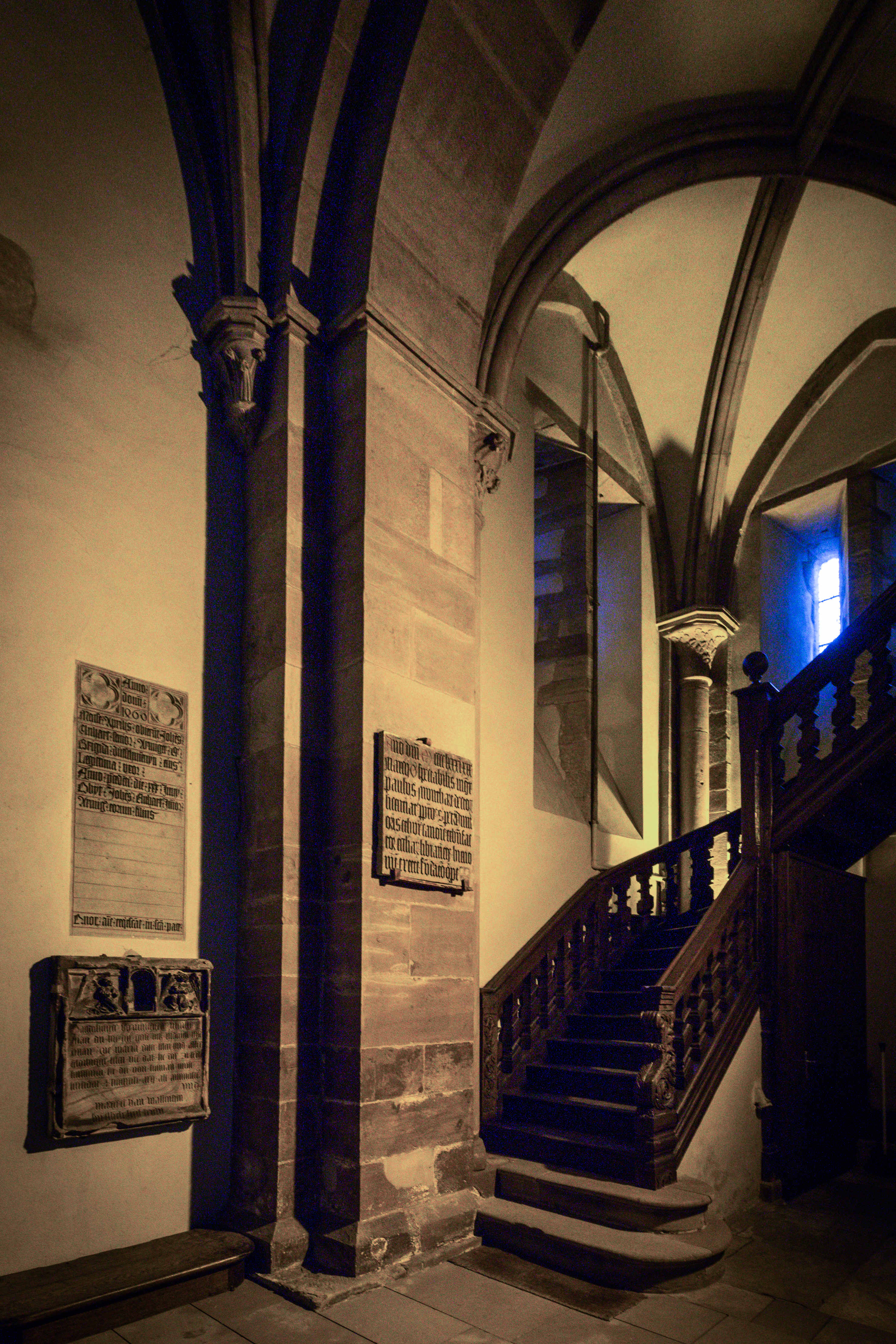
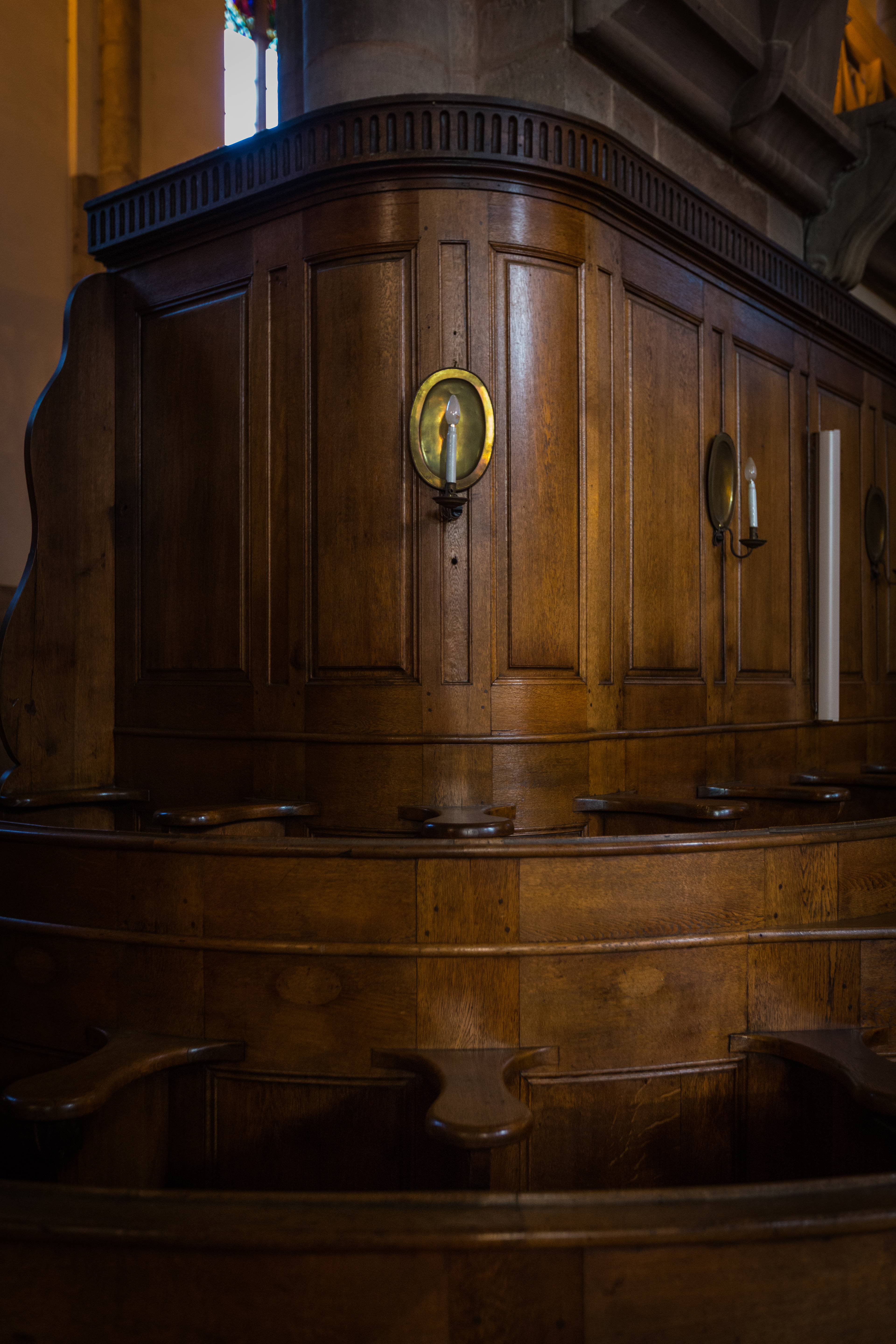

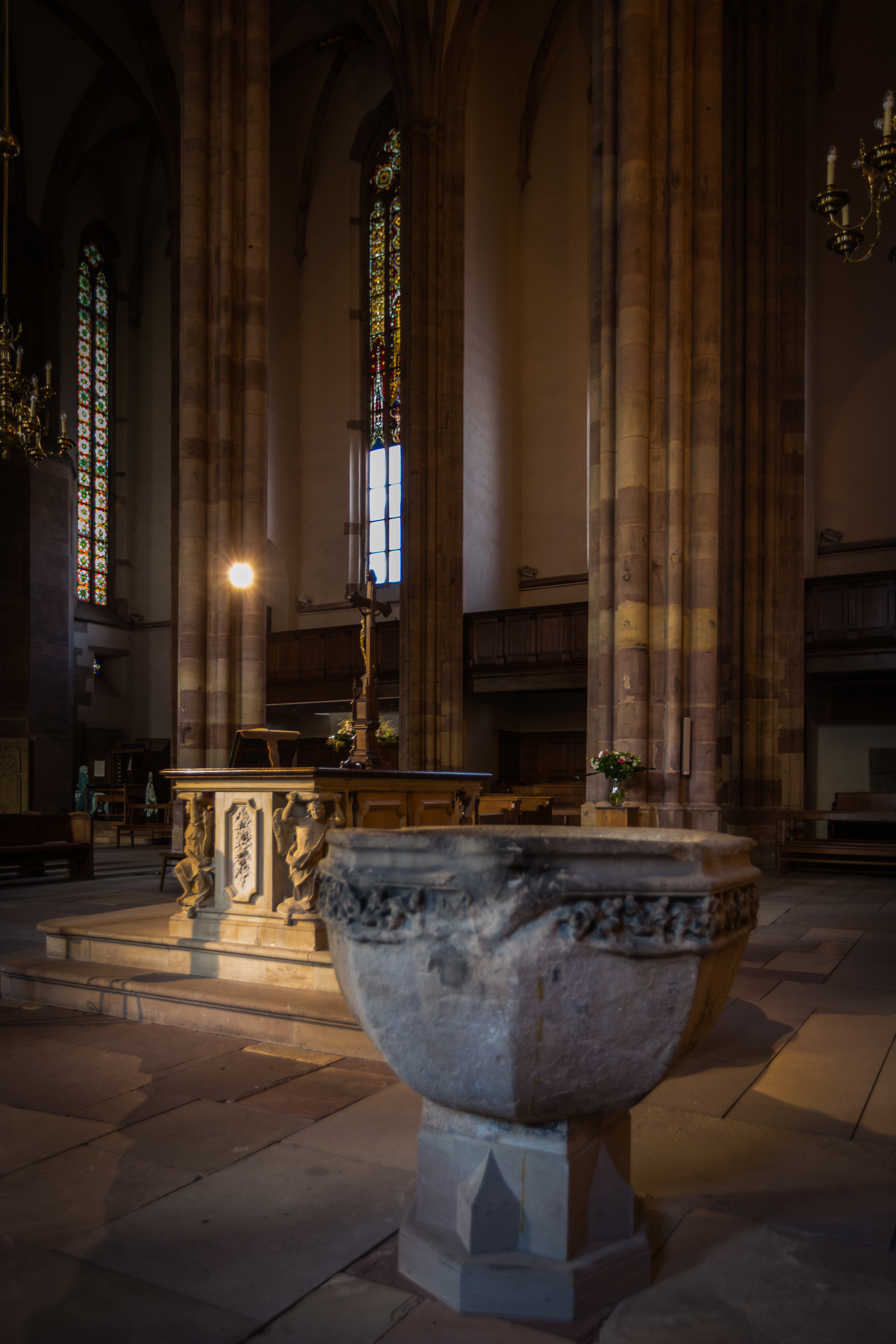
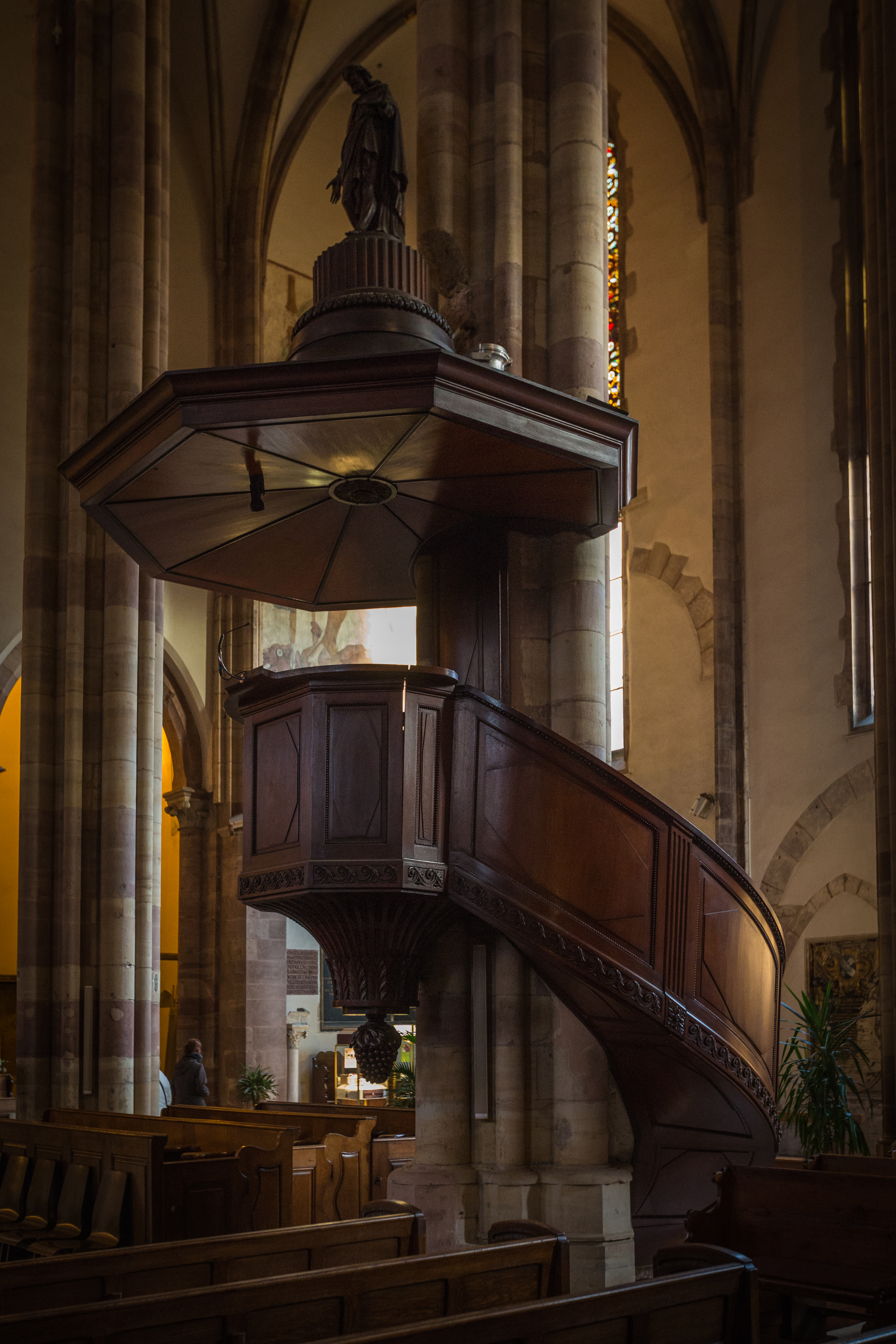
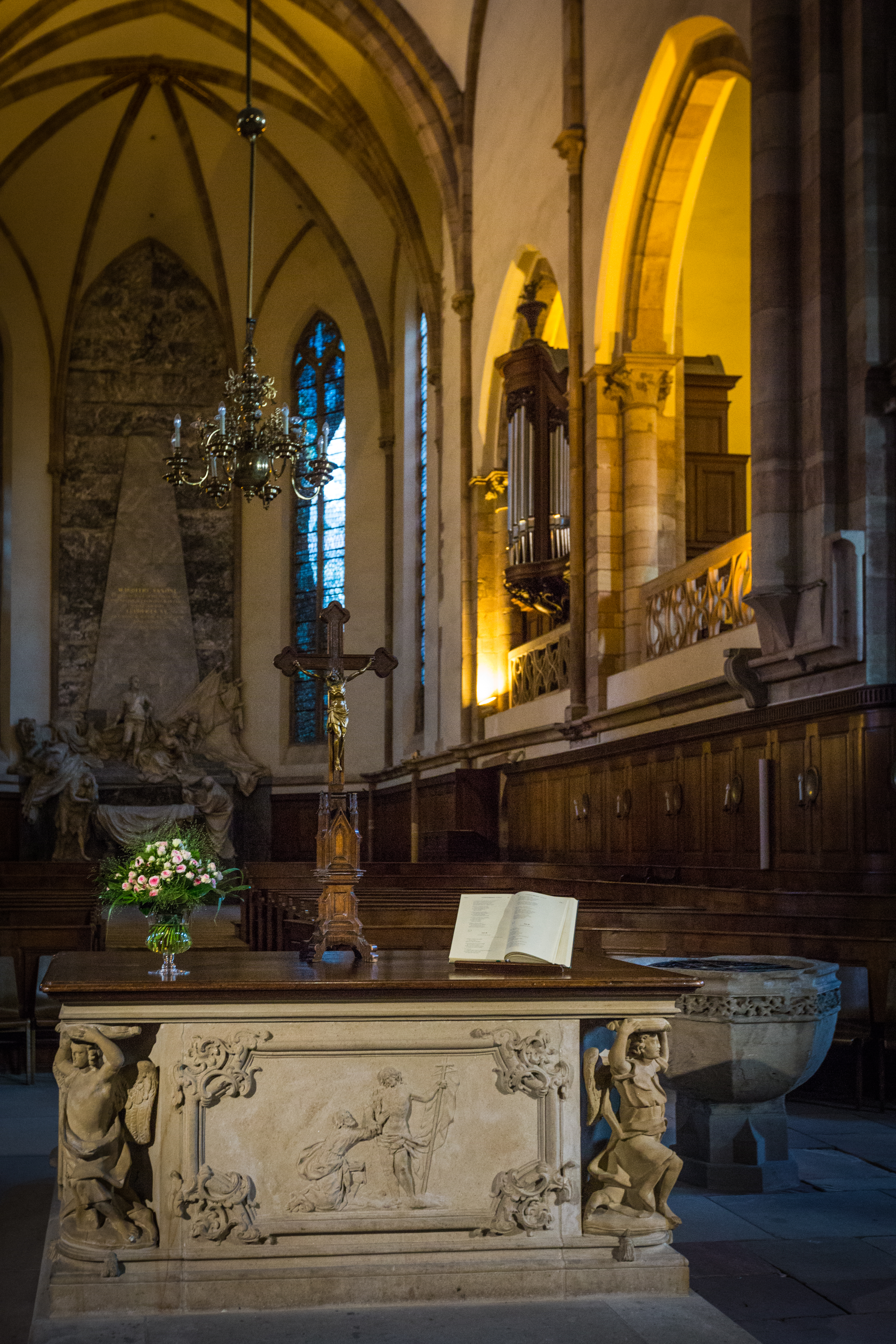

L'église Saint-Thomas joue à la fin du XIXe siècle un rôle décisif dans le renouveau liturgique. C'est en effet ici que, durant l'annexion, Friedrich Spitta expérimente à partir de 1888 les formes nouvelles de service religieux et que s'est créé l'Akademischer Kirchenchor. Julius Smend commence à y prêcher régulièrement en 1893 et Gesangbuch für Elsaß-Lothringen (Livre de chant pour l'Alsace-Lorraine) y est mis au point entre 1894 et 1899.
Depuis la fin de la Seconde Guerre mondiale, l'église connaît divers aménagements. En 1987, l'église Saint-Thomas fait l'objet de travaux de restauration et elle est transformée pour un usage polyvalent. La paroisse regroupe entre neuf cent et mille fidèles - alors qu'ils étaient trois mille au début du XXe siècle - et les bancs ne sont donc plus tous nécessaires. Il est alors décidé de libérer la nef latérale Sud afin de servir d'espace d'exposition. L'installation de nouveaux bancs permet l'accueil de concerts, tandis que la mise en valeur de l'édifice et de son architecture gothique est réalisée par un nouvel éclairage.
Le Chapitre de Saint-Thomas a toujours la charge du Foyer Jean Sturm, ainsi que du Séminaire protestant installé dans le bâtiment baroque voisin. Deux cultes luthériens y sont célébrés chaque dimanche, l'un en allemand et l'autre en français.

## Architecture
L'église Saint-Thomas possède un type architectural très particulier puisqu'il s'agit d'une église-halle à cinq vaisseaux d'égale hauteur - la plus ancienne du sud-ouest du Saint-Empire romain germanique -, s'opposant ainsi à la conception basilicale habituelle. L'église est surmontée de deux tours-clochers : une carrée sur l'entrée principale et une hexagonale sur la croisée du transept.
À l'intérieur, sa longueur est d'environ soixante-cinq mètres, sa hauteur d'environ vingt-deux mètres - environ trente mètres sous la coupole de la croisée du transept, de style gothique tardif -, sa largeur d'environ trente mètres. Les deux côtés des nefs latérales extérieures abritent des tribunes. À droite et à gauche de l'abside du chœur se trouvent des chapelles séparées, également de style gothique tardif. L'église est classée monument historique depuis 1862.

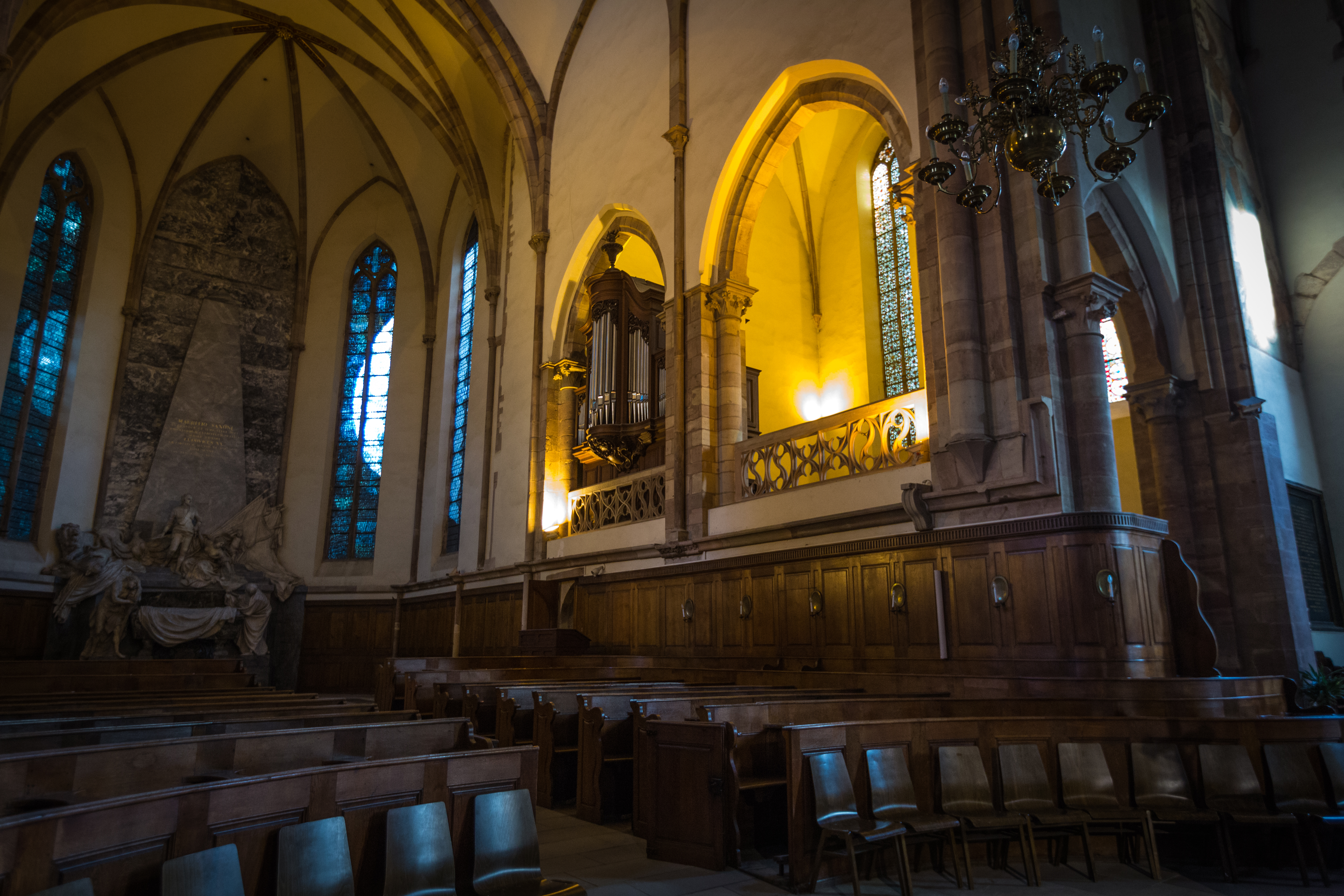
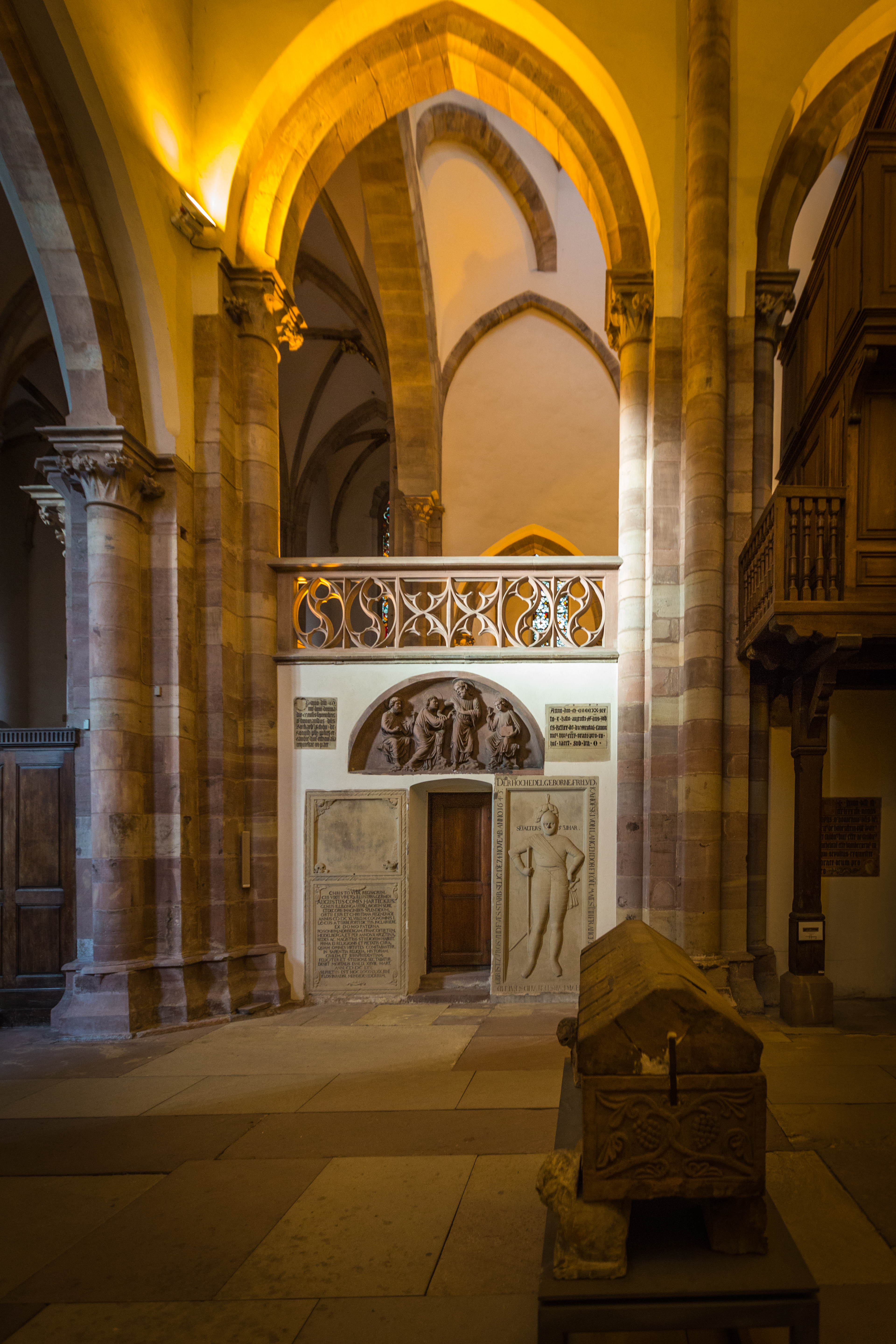
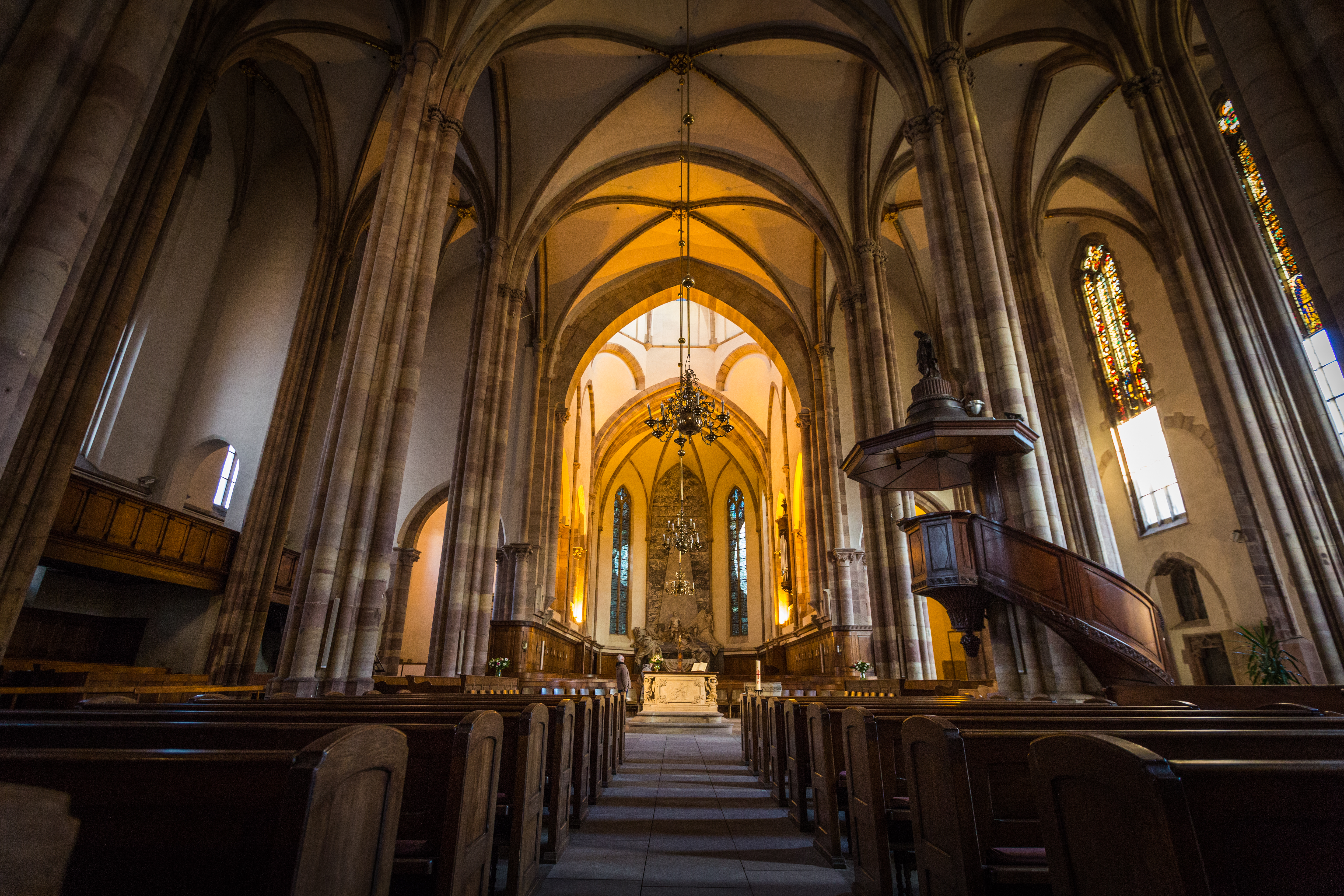

## Ameublement intérieur

### Orgues

#### Orgue de tribune

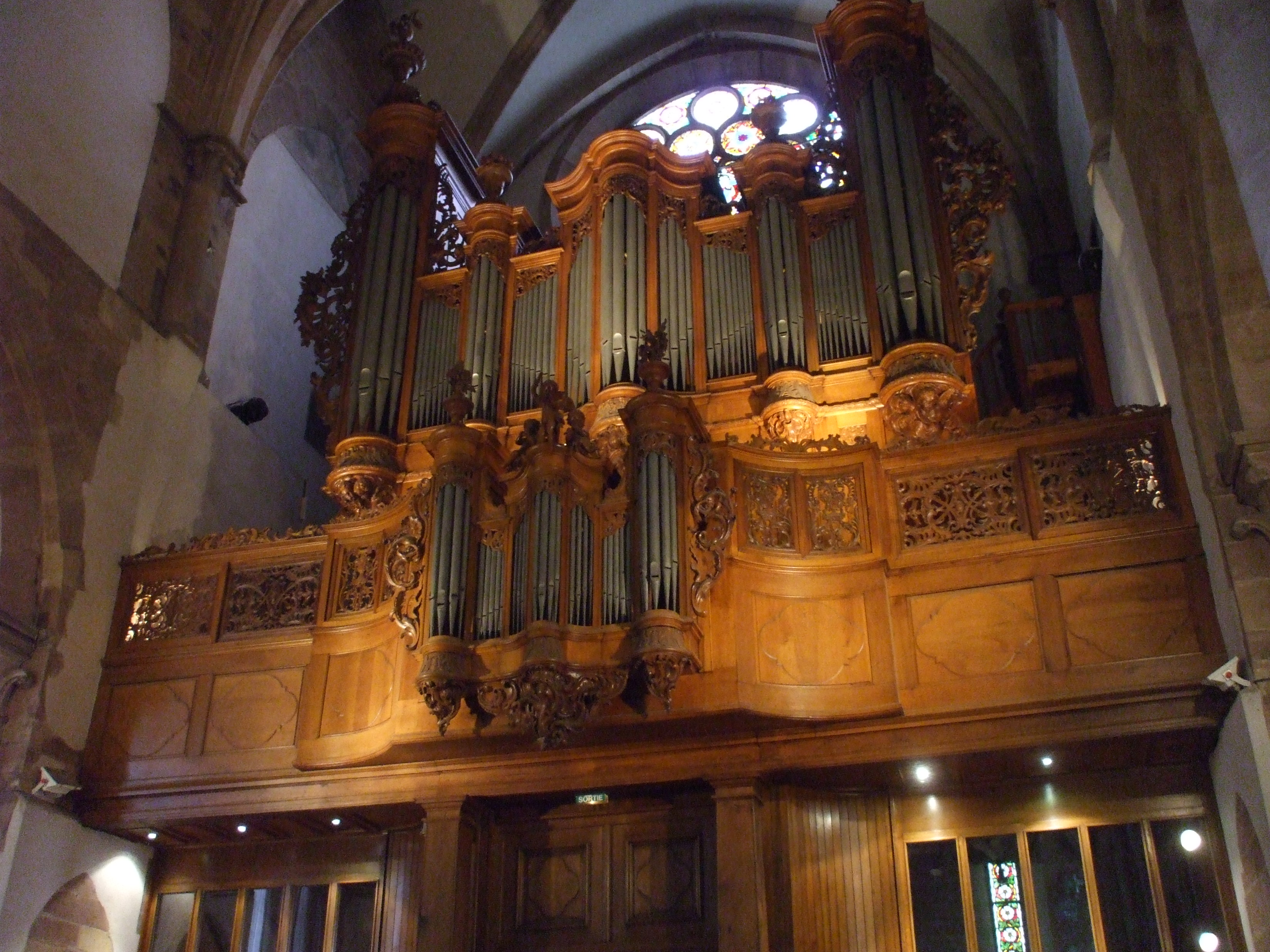
Strasbourg église Saint-Thomas orgue Jean-André Silbermann (1740)

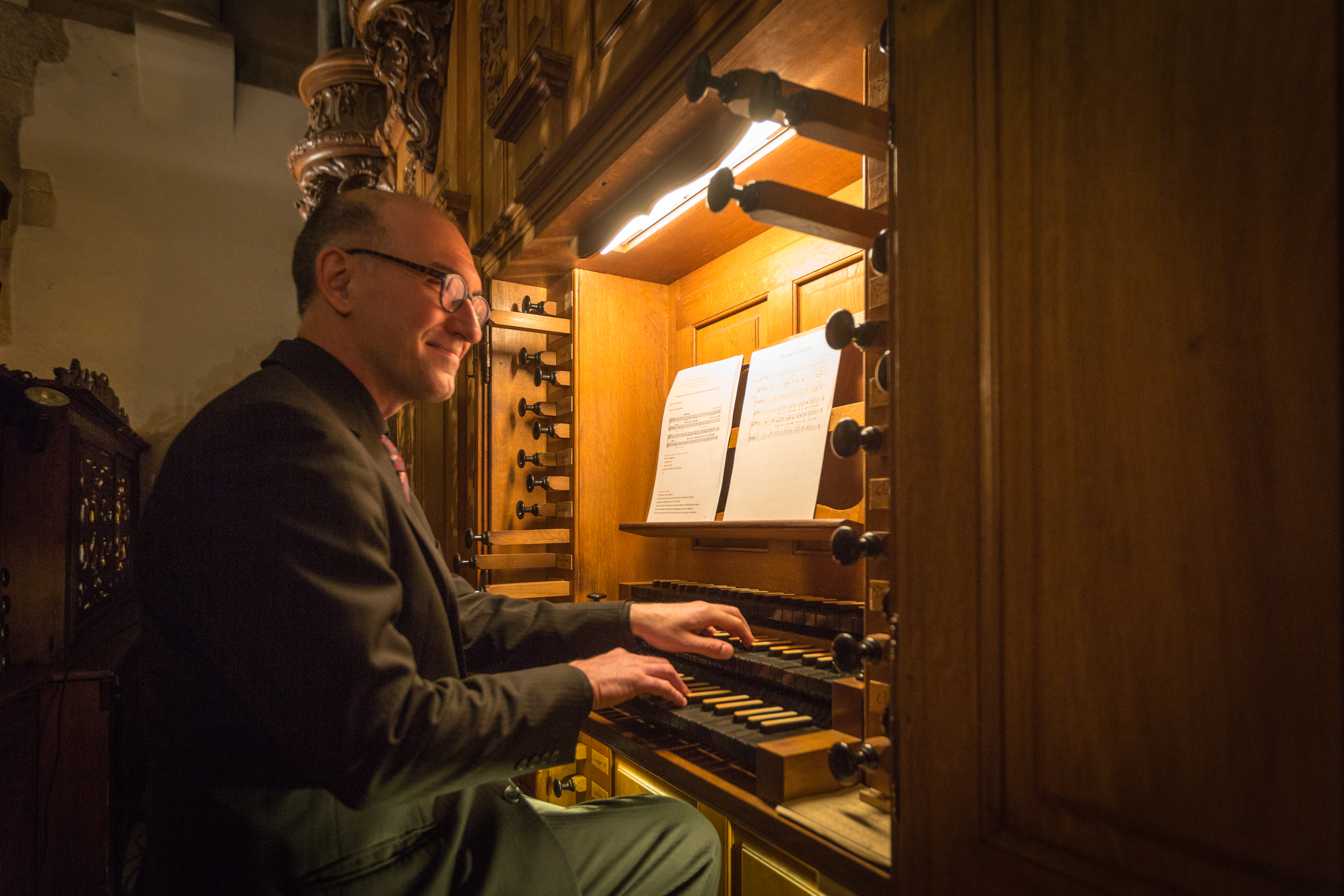
L’organiste Daniel Leininger.

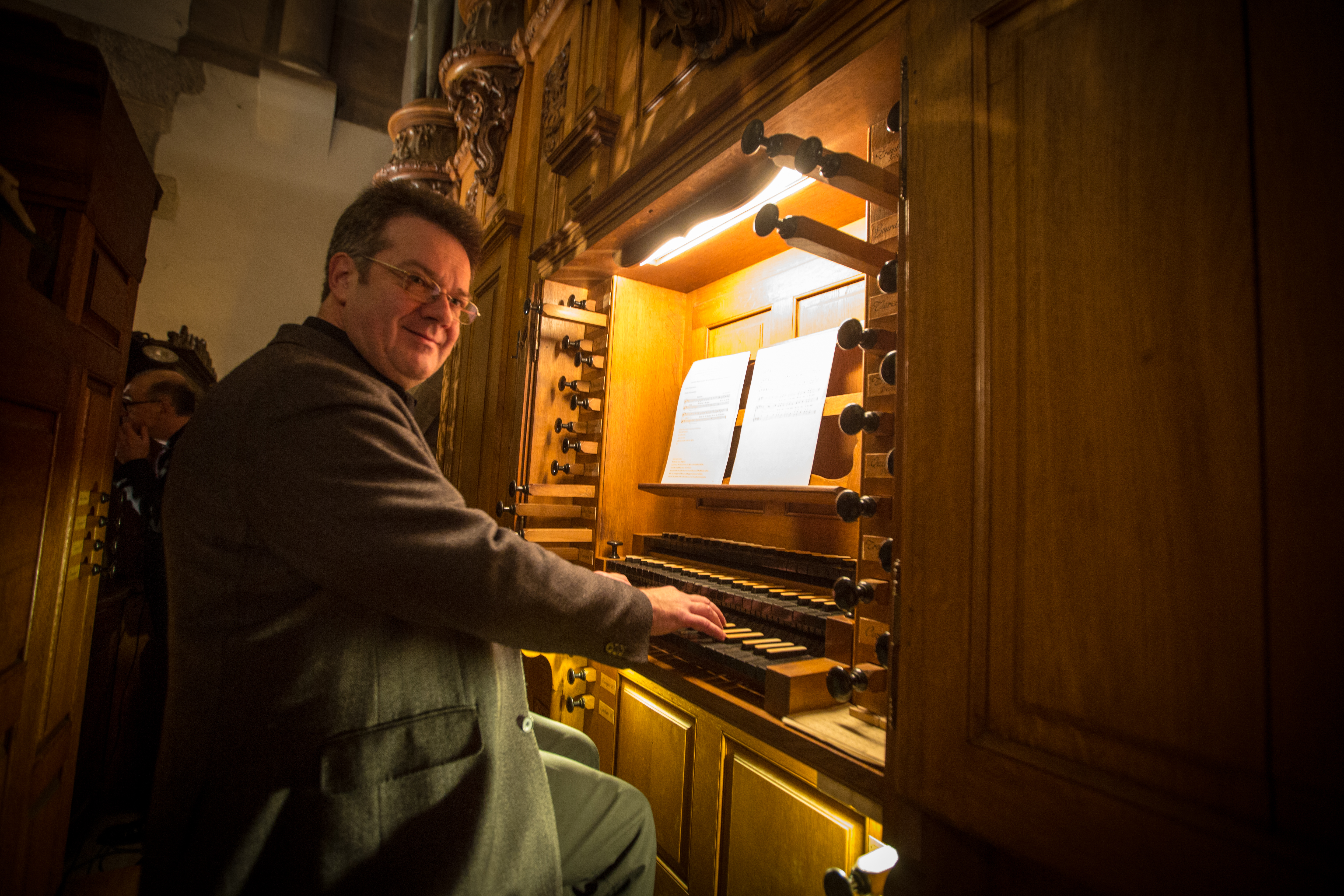
L’organiste Daniel Maurer.

Sur les plans historique et musical, la réputation de l'église dépasse largement les frontières grâce à ses orgues. Son orgue principal, œuvre de Johann Andreas Silberman qui date de 1741, est loué par Wolfgang Amadeus Mozart lors de son passage à Strasbourg en 1778, pour la beauté de sa sonorité. L'orgue est restauré ou transformé par Wetzel en 1836, Dalstein-Haerpfer en 1908, Schwenkedel en 1927 et 1943, puis Muhleisen en 1955.
L’Association des Amis de l’Orgue Silbermann de Saint-Thomas est créée en 1964, dans le but de restaurer l'instrument. Membre d'honneur, Albert Schweitzer décèdera à Lambaréné en 1965. La partie instrumentale est classée monument historique depuis le 24 septembre 1971 et le buffet depuis le 4 juin 1973. Après de longues négociations, le projet est accepté et les travaux sont réalisés par le facteur d'orgue Alfred Kern en 1979. La nouvelle disposition de l'instrument n'a pas permis de conserver la console originale à son emplacement et elle a été installée dans la nef latérale Nord-Ouest. La composition est la suivante (cf. Liste des jeux d'orgue):
| I Positif C–   |       |
| Bourdon        | 8′    |
| Prestant       | 4′    |
| Flûte          | 4′    |
| Nazard         | 2/3′  |
| Doublette      | 2′    |
| Tierce         | 13/5′ |
| Fourniture III |       |
| Cromorne       | 8′    |

| II Grand-Orgue C– |       |
| Bourdon           | 16′   |
| Montre            | 8′    |
| Bourdon           | 8′    |
| Prestant          | 4′    |
| Nazard            | 2/3′  |
| Doublette         | 2′    |
| Tierce            | 13/5′ |
| Cornet V          | 8′    |
| Fourniture IV     |       |
| Cymbale III       |       |
| Trompette         | 8′    |
| Voix Humaine      | 8′    |
| Clairon           | 4′    |

| III Echo C– |      |
| Salicional  | 8′   |
| Bourdon     | 8′   |
| Prestant    | 4′   |
| Flûte       | 4′   |
| Doublette   | 2′   |
| Larigot     | 1/3′ |
| Flageolet   | 1′   |
| Cornet IV   | 4′   |
| Cymbale III |      |
| Trompette   | 8′   |

| Pédale C–   |       |
| Soubasse    | 16′   |
| Octavebasse | 8′    |
| Quinte      | 51/3′ |
| Prestant    | 4′    |
| Bombarde    | 16′   |
| Trompette   | 8′    |
| Clairon     | 4′    |

Cet orgue a pour particularité d'être accordé selon son tempérament d'origine, appelé "ton français" ou "ton moyen de Paris", marqué par un diapason en Sol (404 Hz) légèrement plus grave que le diapason actuel en La (440 Hz). Pour exemple, une œuvre en Do Majeur jouée sur ces grandes-orgues sera en réalité jouée en Si♭ Majeur, soit un ton en dessous, donnant une tout autre couleur au morceau, non moins appréciable.

#### Discographie
- L'Art de la fugue de Bach par Louis Thiry sur orgue de tribune de Johann Andreas Silbermann, Studio SM, collection « Vox Humana », 1993.

#### Orgue de chœur
L'orgue de chœur à traction pneumatique est construit par Fritz Haerpfer, de la manufacture Haerpfer-Dalstein, d'après des plans d'Albert Schweitzer en 1906. Ce second instrument permet un meilleur accompagnement de la renommée chorale paroissiale. Schweitzer va longuement lutter contre un projet de rénovation de l'orgue Silbermann, dont certains registres, en très mauvais état, ne fonctionnent plus. La paroisse souhaiterait le voir transformer en un orgue symphonique romantique et le projet, plusieurs fois retardé, sera finalement réalisé en 1927 lorsque Albert Schweitzer sera au Gabon.

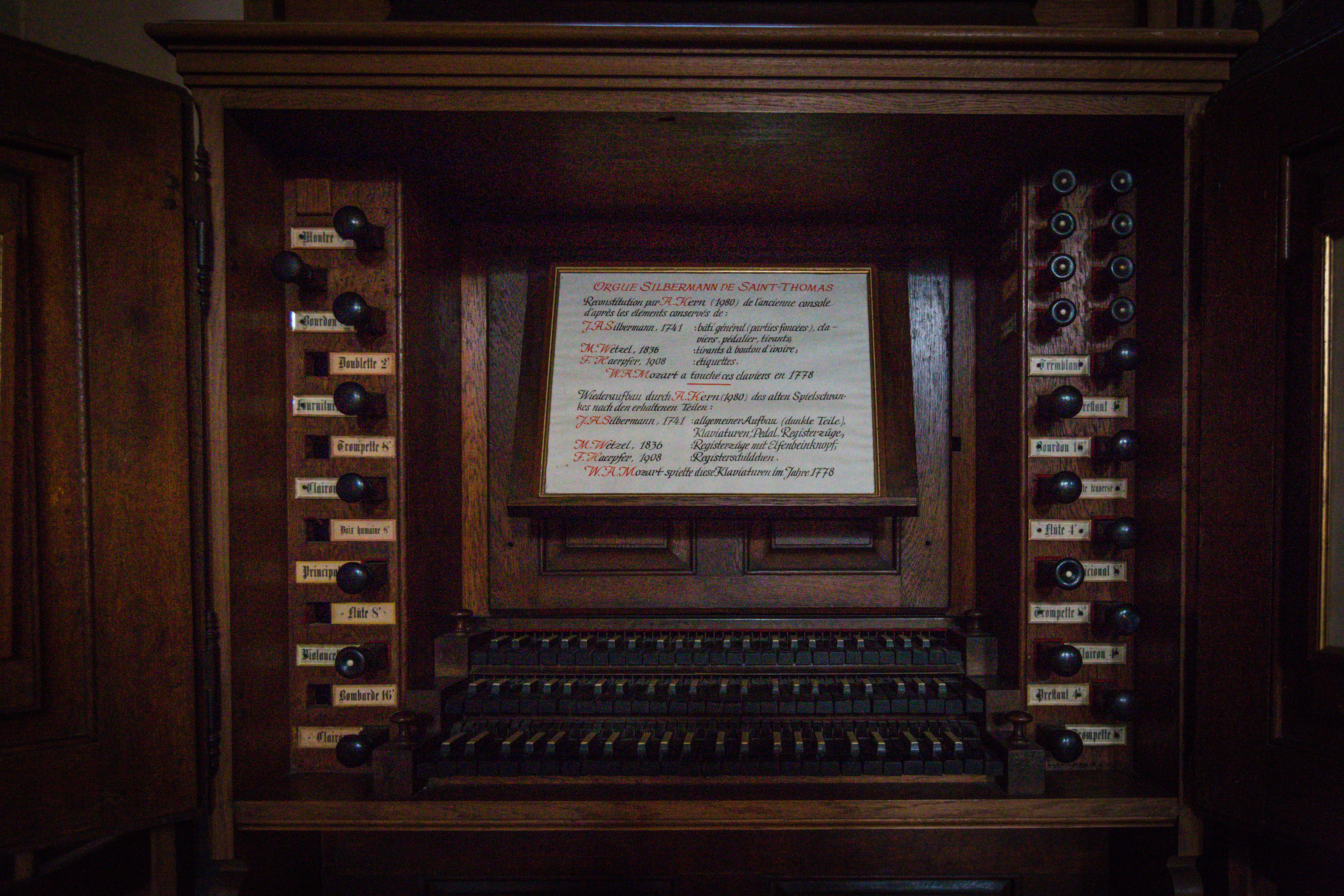
La console historique dee l’orgue Silbermann sur laquelle Mozart a joué.
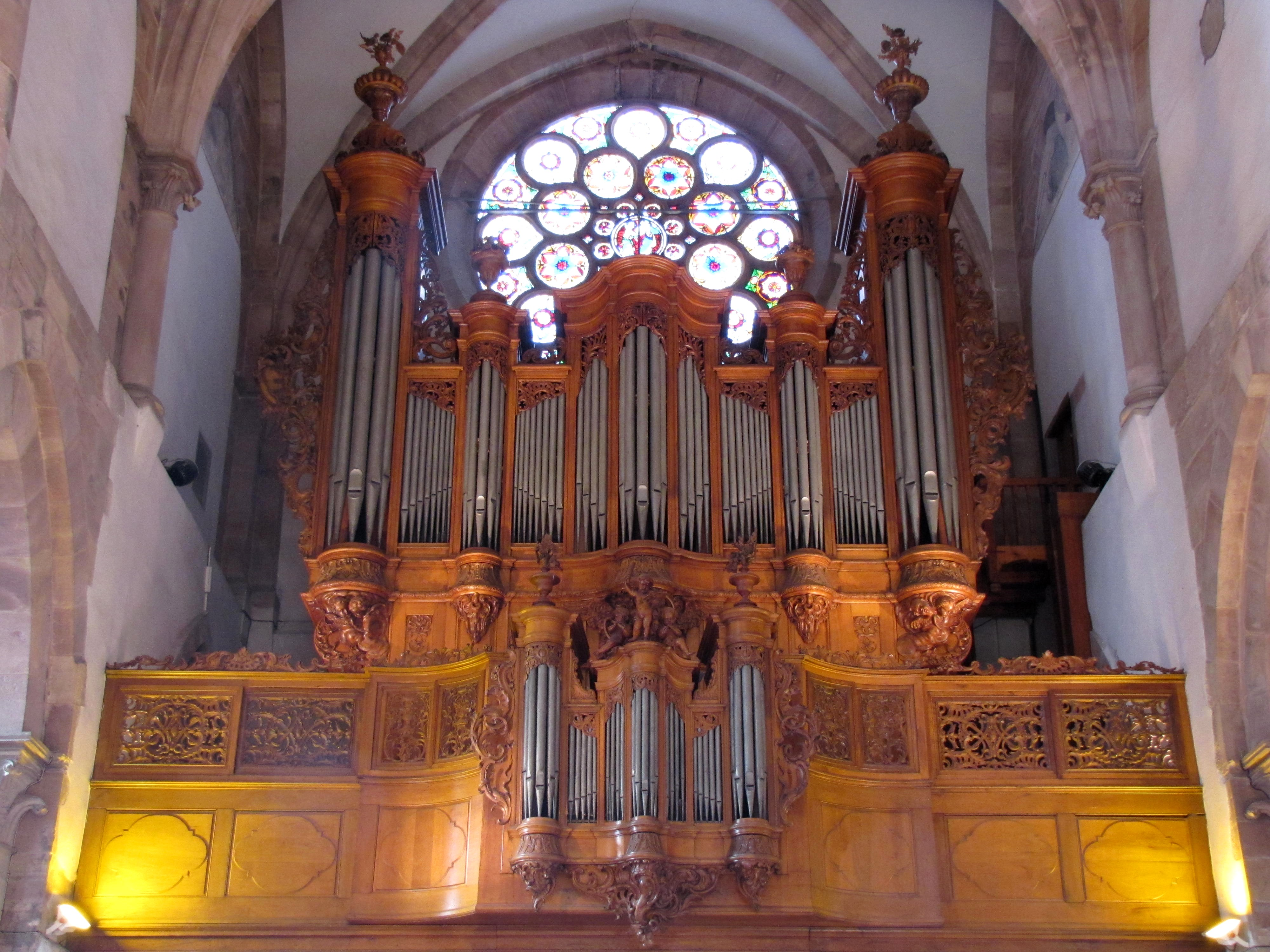
Le grand orgue monumental, œuvre de Johann Andreas Silbermann, construit en 1741 et rénové en 1979.
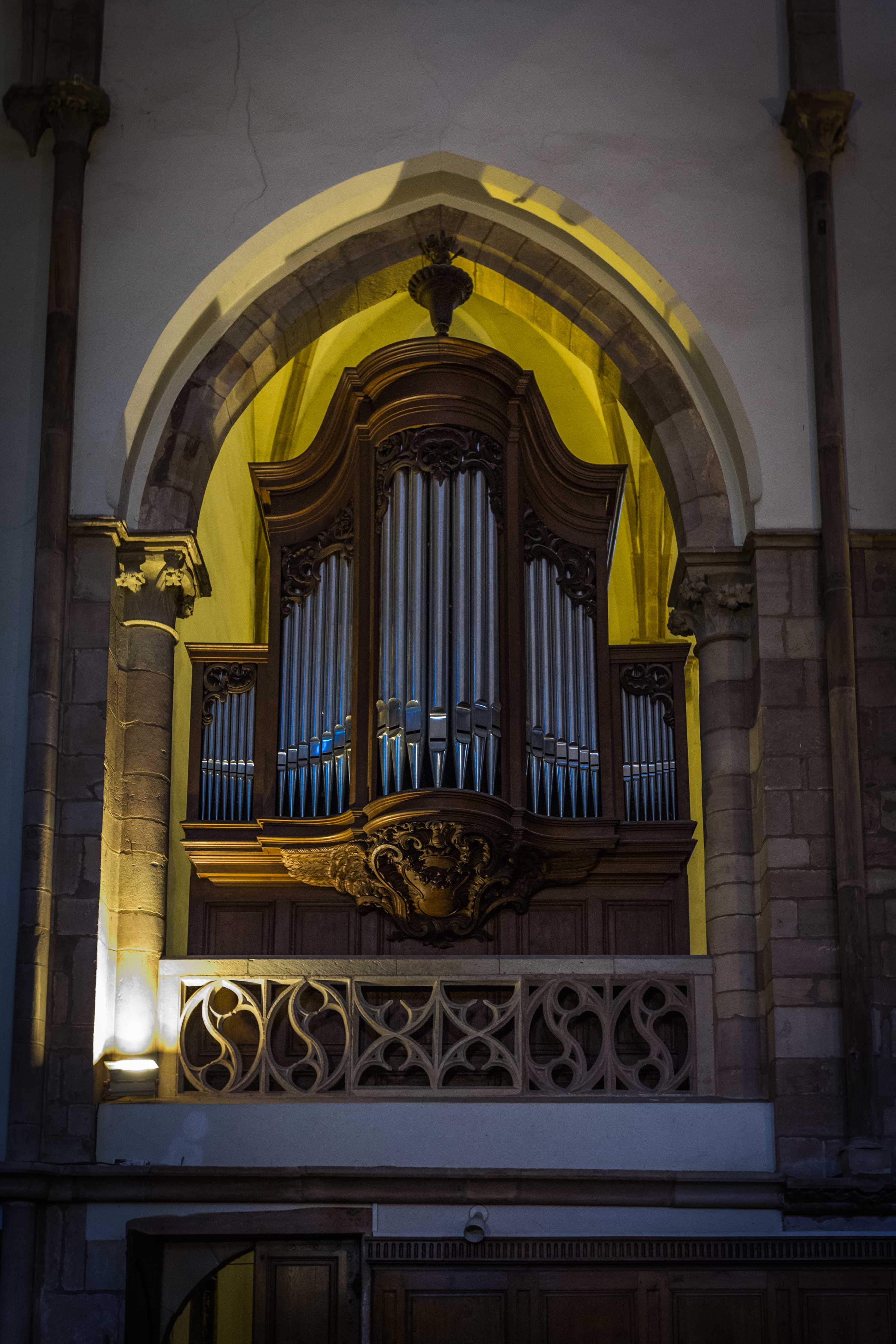
L’orgue du chœur, construit d'après des plans d’Albert Schweitzer en 1905.

### Monuments funéraires
Dans l'église se trouvent plusieurs monuments funéraires, érigés entre 1130 à 1850. Les deux plus célèbres sont :
- le sarcophage roman richement décoré de l'évêque Adeloch, exécuté vers 1130 et conservé dans la partie sud-est de l'église. Sculpté dans le grès rose, il est classé monument historique depuis le 4 février 1991 au titre d'objet.
- l'imposant mausolée (1776) de style baroque tardif du maréchal Maurice de Saxe[6],[7], brillant militaire au service de la France. Lorsqu'il mourut en 1750 au château de Chambord, les hauts dignitaires de l'Église catholique rappelèrent au roi Louis XV que le maréchal ne saurait être enterré à la basilique Saint-Denis, puisqu'étant un bâtard allemand, de confession luthérienne. Une sépulture digne lui sera donc érigée dans la cathédrale du protestantisme français, l'église Saint-Thomas. Le sculpteur Jean-Baptiste Pigalle mettra plus de vingt ans avant de terminer l'imposant monument funéraire. Son inauguration officielle et le transfert de la dépouille du maréchal de Saxe constituent donc la première reconnaissance publique du protestantisme depuis la révocation de l'édit de Nantes. Le monument est conçu comme une véritable mise en scène théâtrale. Le dynamisme de l'ensemble est rendu par les attitudes des personnages aux visages pathétiques et par le jeu des drapés. Seule la figure du Maréchal de Saxe équilibre la composition. Debout, au centre de la scène, il semble échapper à toute cette agitation douloureuse, dont il est la cause.

Parmi les nombreux autres monuments remarquables, on peut citer la plaque funéraire datant de la Renaissance d'un certain  Nicolas Roeder de Tiersberg, qui frappe par la représentation réaliste d'un cadavre en train de se décomposer, érigée en 1510.

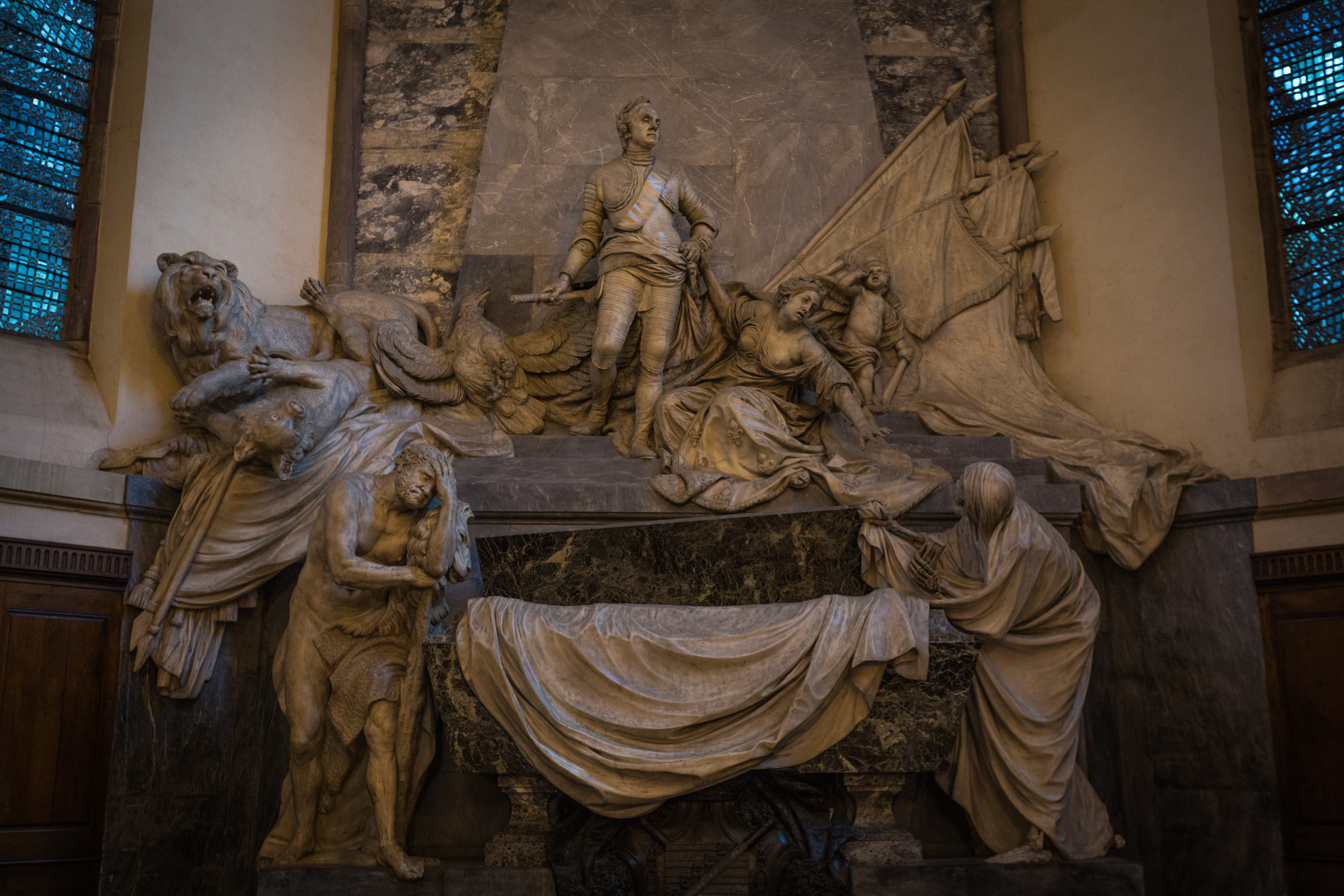
Le mausolée du maréchal de Saxe, érigé à la fin du XVIIIe siècle.
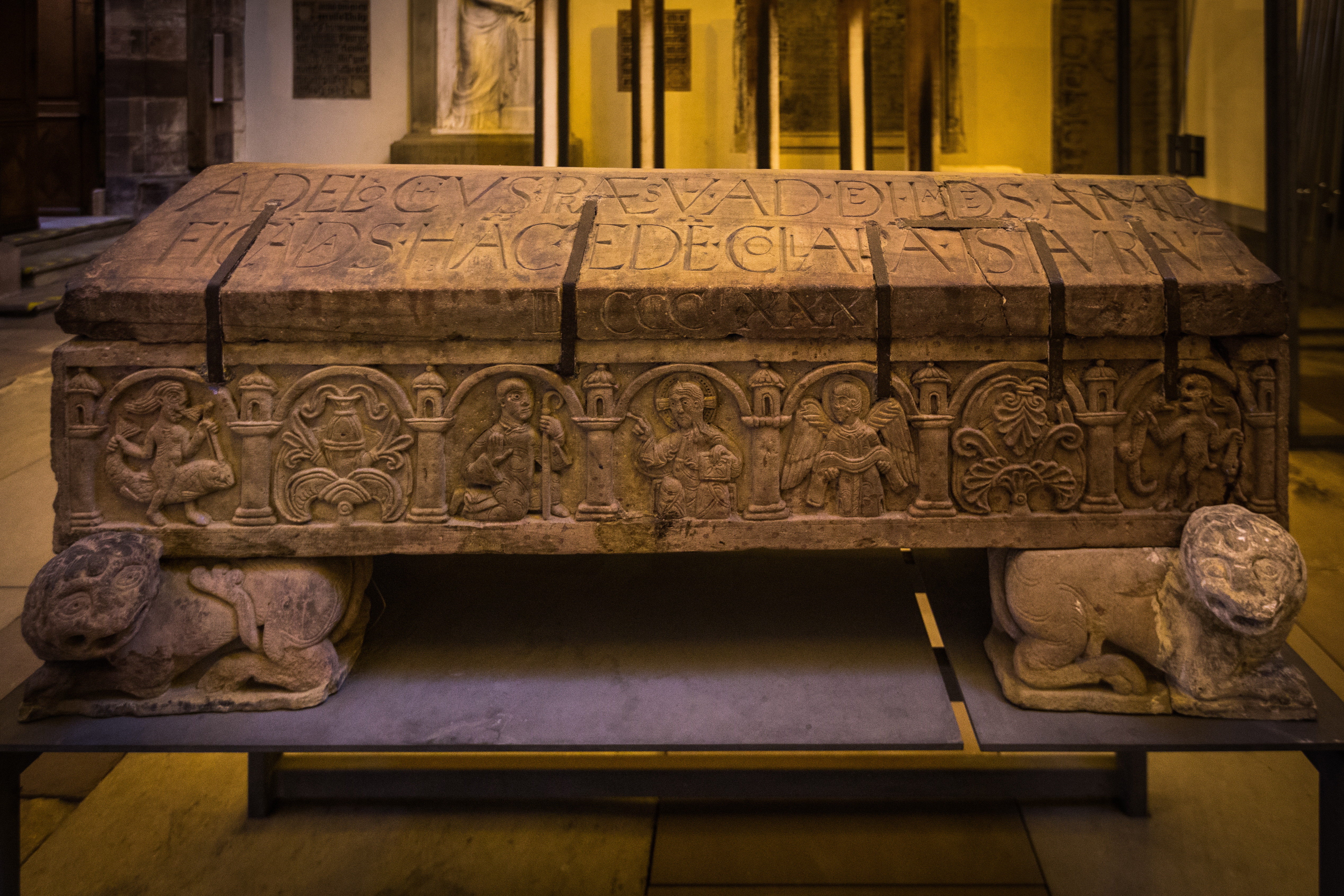
Le Sarcophage roman de l’évêque Adeloch.

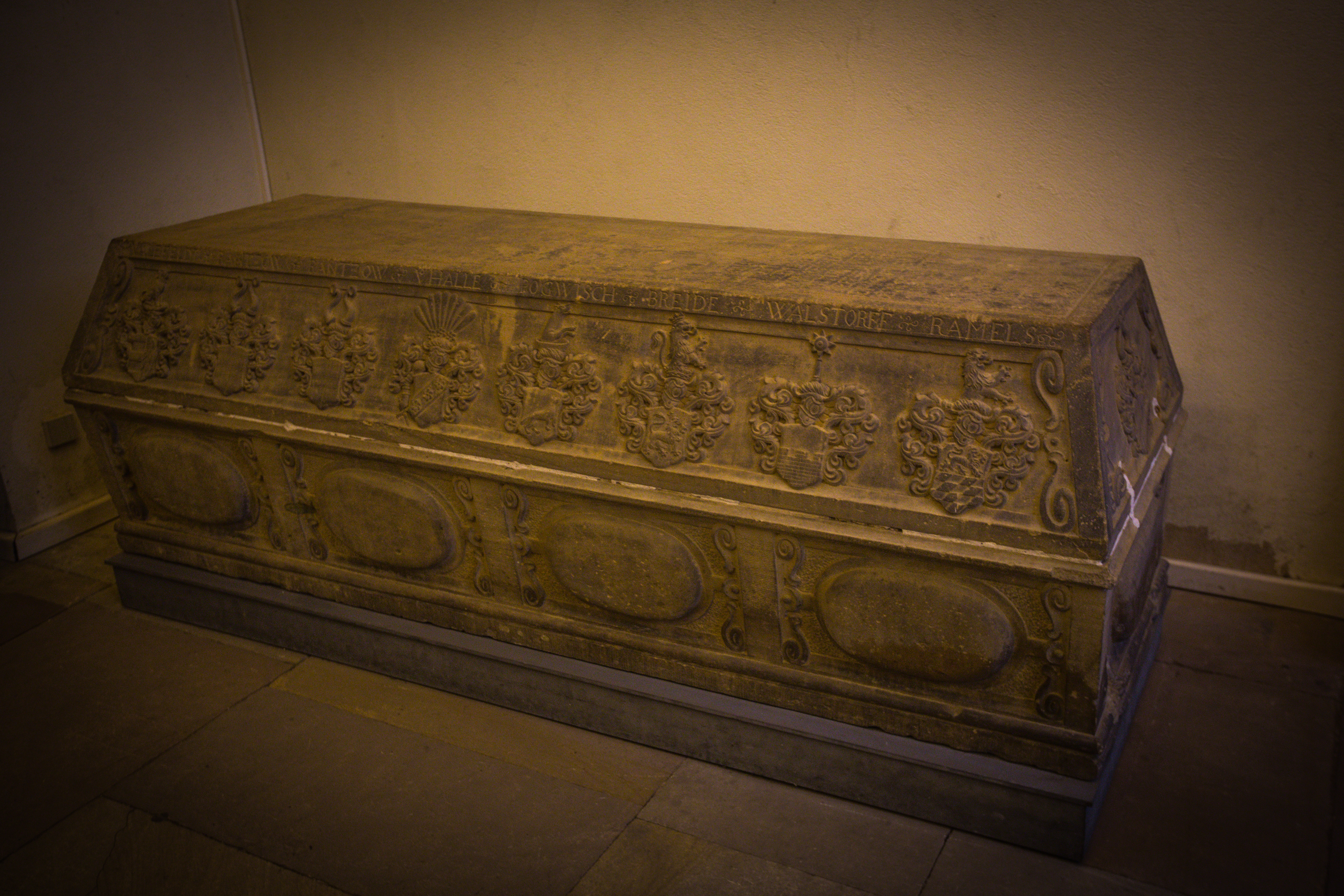
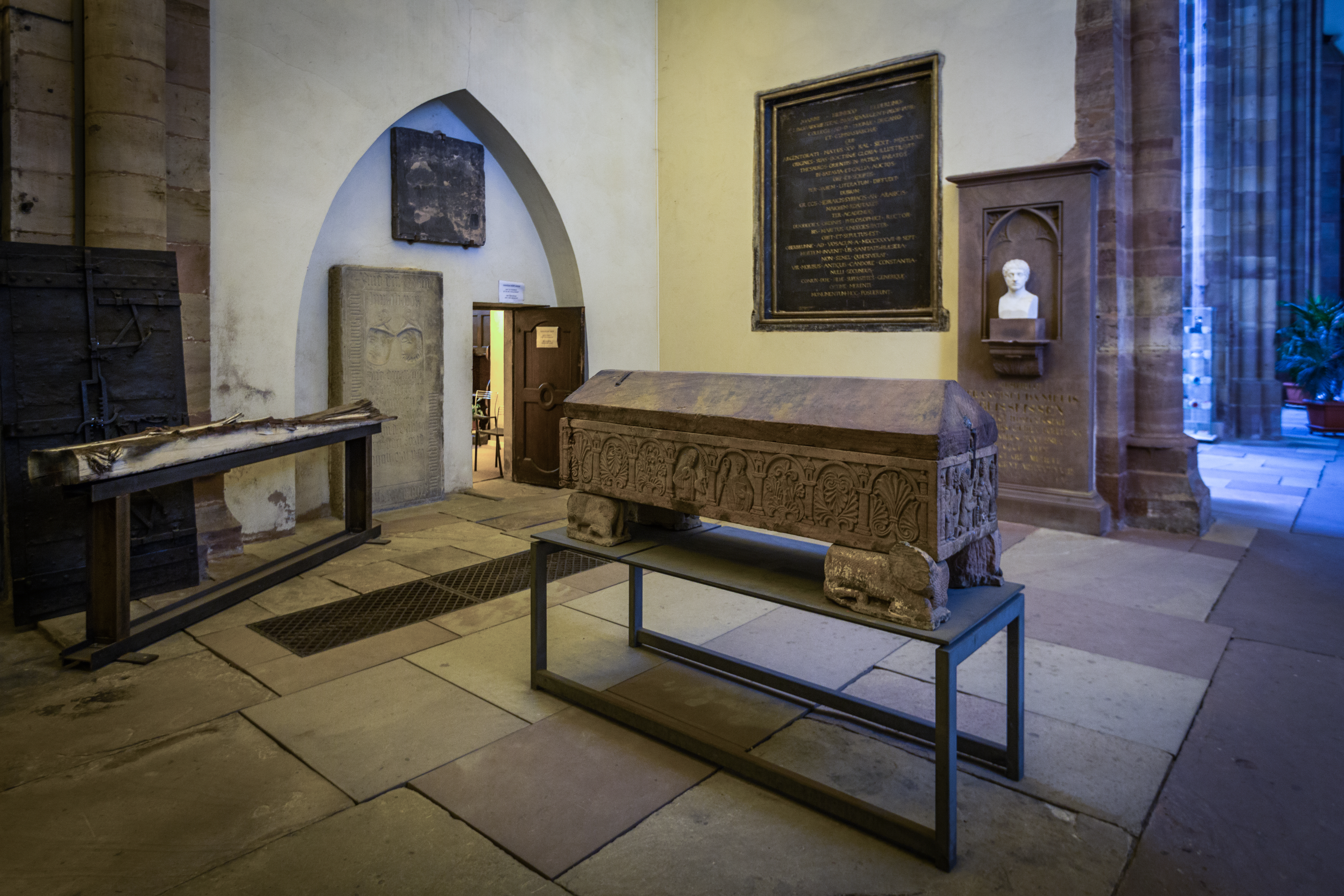

### Fresques
Cette peinture murale représente le combat de l'archange saint Michel, en style gothique tardif. Elle est attribuée au peintre Jost Haller, peintre alsacien du XVe siècle reconnu pour ses portraits des chevaliers et ses paysages. La fresque, une des plus grandes de France, fut mise à jour lors de la restauration de l'église en 1885. Elle rappelle l'emplacement d'une chapelle dédiée à saint Michel érigée en 1290 et détruite lors de travaux d'agrandissement de l'église au XIVe siècle. Elle fait partie après celle de saint Christophe à Wissembourg des plus grandes de leur genre en France.

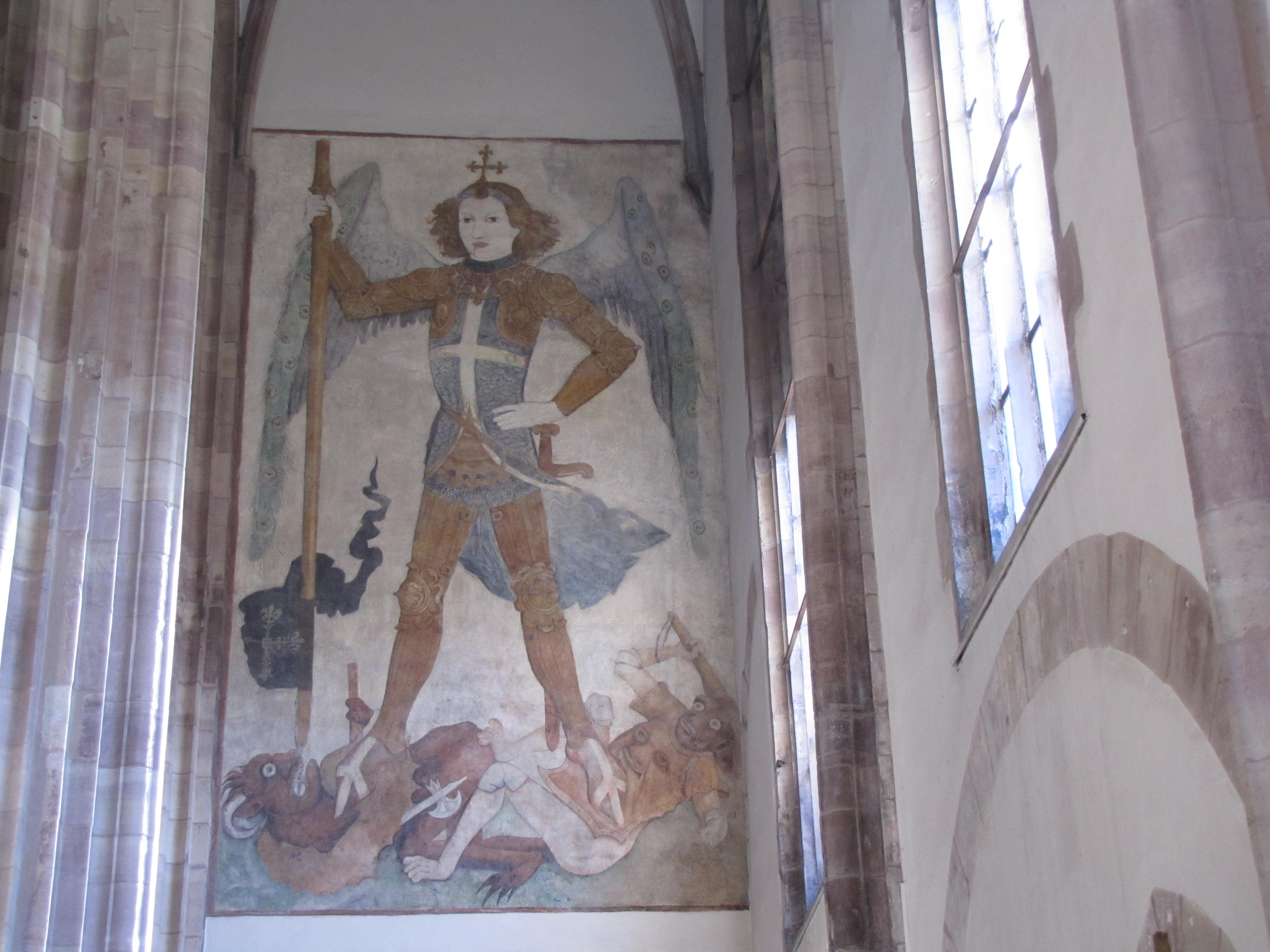
Fresque gothique tardive : Saint Michel terrassant le dragon.

### Vitraux
Seule la rose de la façade, figurant l'apparition à saint Thomas, a conservé jusqu'à aujourd'hui ses vitraux à plomb médiévaux. Vraisemblablement fabriquée vers 1250, il s'agit d'une rose à un oculus octolobé, entouré de seize grands médaillons disposés en deux cercles et seize panneaux d'interstice. La verrière est mise en verre blanc en 1822 après le passage d’une tempête ayant donné des vents de force d'ouragan, sauf pour la partie centrale, peinte en verre transparent coloré, qui a été conservée. Le panneau de l'incrédulité de saint Thomas est restauré pour moitié, en particulier l'apôtre et la partie inférieure du Christ. Les motifs végétaux des panneaux du pourtour sont remis en couleur par Pereyra en 1842 et partiellement modifiés par les restaurations suivantes de 1871, 1873 et 1906. D'autres panneaux modernes faits pour cette rose sont conservés au séminaire protestant. La rosace est classée monument historique depuis 1862 au titre d'immeuble.
La partie supérieure des grandes fenêtres, le long du bâtiment, est remarquable pour ses motifs architecturaux et végétaux. Les représentations de saints que l'on trouvait autrefois au-dessous sont victimes au cours du XVIe siècle de l'iconoclasme protestant. Les fenêtres murées du chœur sont ouvertes en 1985. Exploitant le symbolisme de la lumière, les nouveaux vitraux sont conçus et installés par Gérard Lardeur. Ils mettent en valeur l'imposant mausolée du maréchal de Saxe.

### Lustres
Les trois lustres situés dans le vaisseau principal de la nef, fabriqués en laiton durant la première moitié du XIXe siècle, sont classés monuments historiques depuis le 25 février 1983 au titre d'objet.

### Fonts baptismaux
Les fonts baptismaux dateraient de la fin du XVe siècle, hypothèse confirmée par leur forme octogonale et par le bas-relief à décor végétal et entrelacs qui cerne leur bord.
Dans l'église ancienne, le chiffre 8 renvoyait l'idée qu'il y avait un huitième jour de la Création succédant aux 7 jours figurant dans le livre de la Genèse. Le Christ étant ressuscité le huitième jour, le chiffre 8 est un symbole d'une vie nouvelle, de résurrection et donc de renaissance dans laquelle on entre par le baptême.
Longtemps laissé à l'abandon à l'extérieur de l'église, ils ont été installés vers 1975 sur un nouveau socle à côté de l'autel.

### Cloches
Depuis la Révolution française et jusqu’en 2009, l’église Saint-Thomas ne possédait que deux cloches, dont un bourdon coulé en 1783 par Matthieu Edel, fondeur strasbourgeois, pesant 3,6 tonnes.
En 2009, quatre cloches supplémentaires ont été coulées par la fonderie A. Bachert de Karlsruhe en Allemagne. Les nouvelles cloches pèsent respectivement 2 075, 1 549, 1 094 et 728 kg. Elles ont été inaugurées le 6 septembre 2009.
L’ensemble, qui constitue l'une des plus grosses sonneries protestantes de France, sonne dans les tonalités la2, do#3, mi3, fa#3, sol#3 et la3.

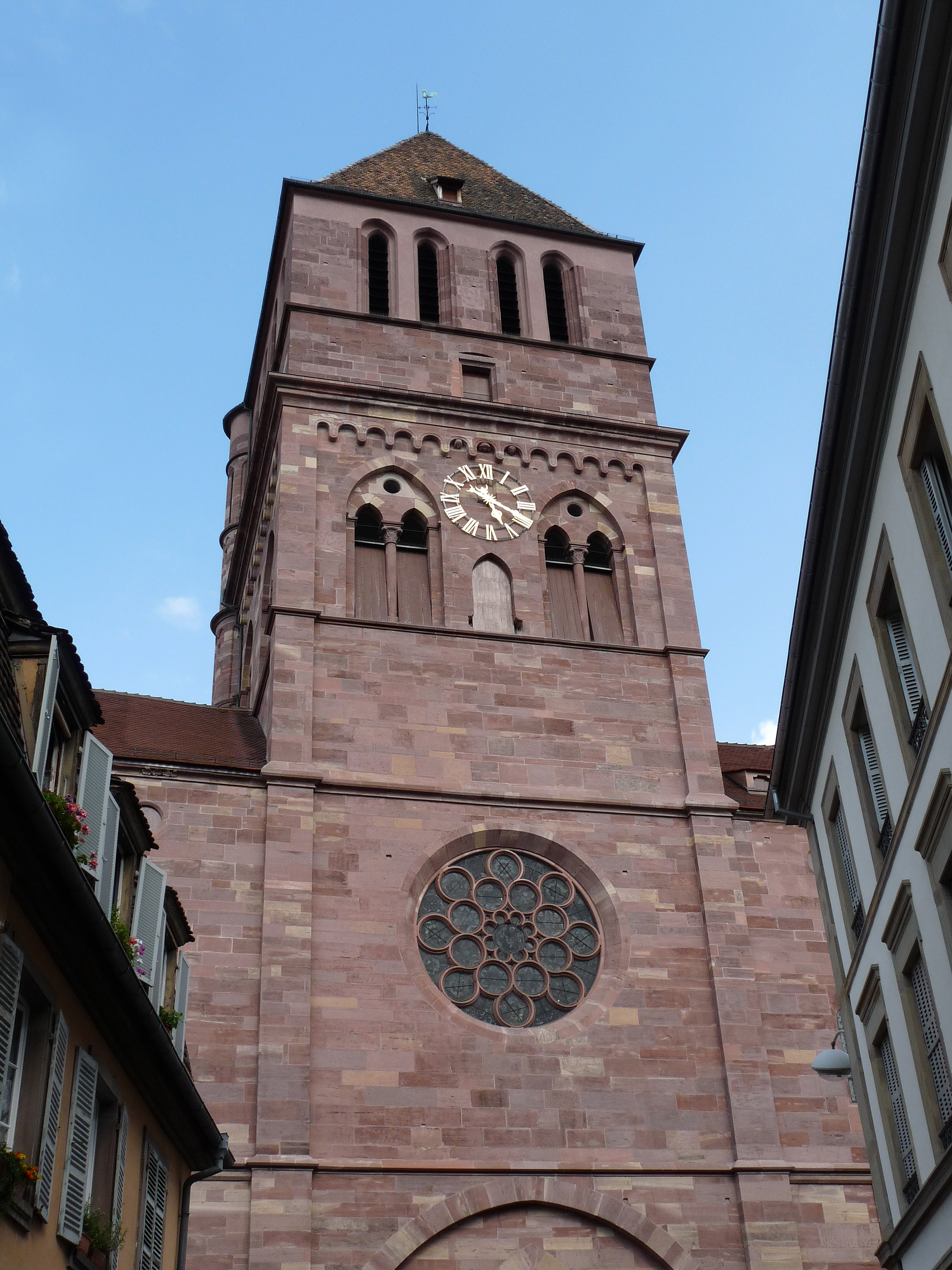
Le clocher de Saint-Thomas.
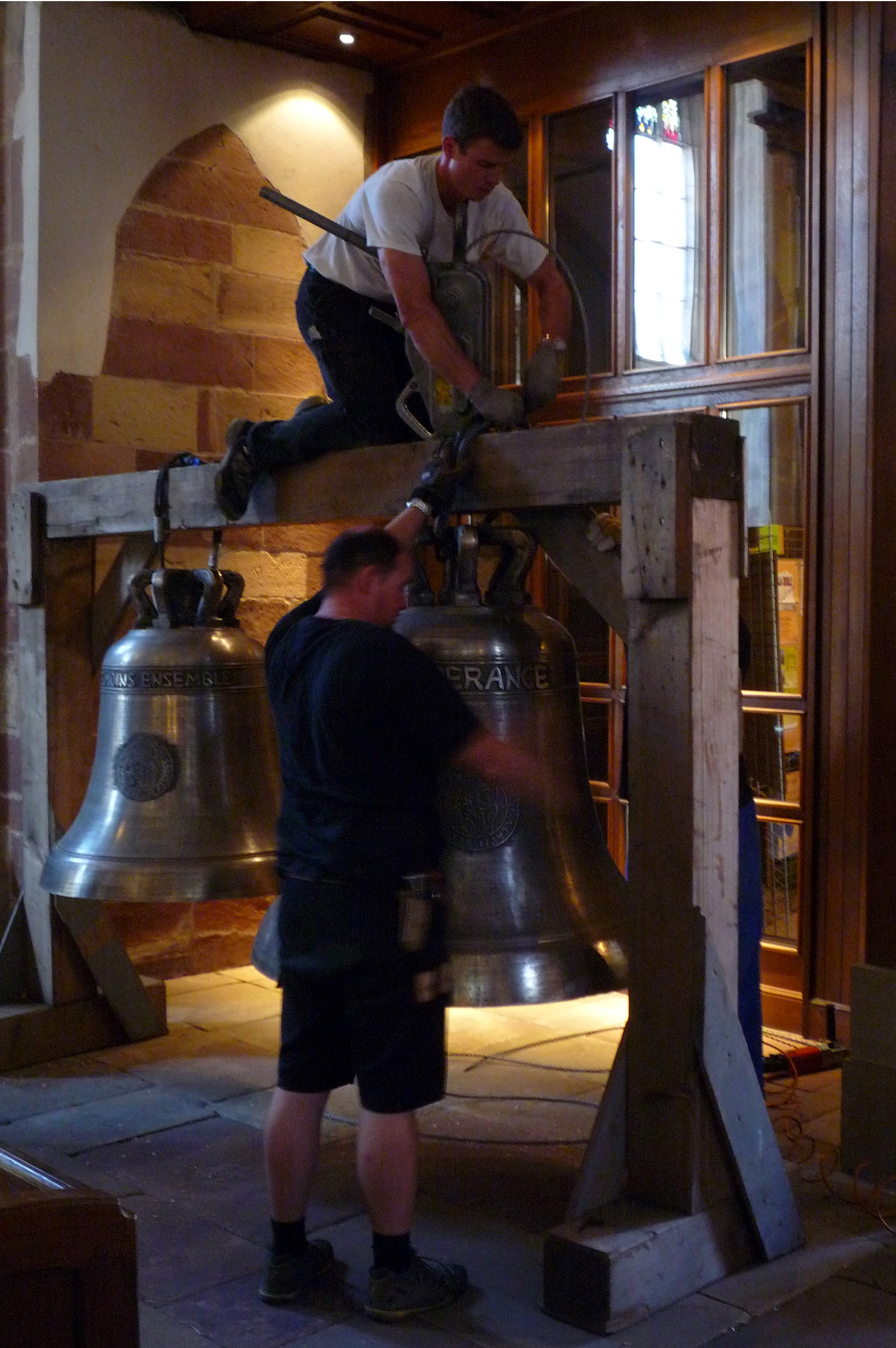
Installation des nouvelles cloches en juillet 2009.

## Sources
- (de) Cet article est partiellement ou en totalité issu de l’article de Wikipédia en allemand intitulé « Thomaskirche (Straßburg) » (voir la liste des auteurs).